# フォークランド紛争

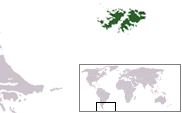
フォークランド諸島の位置。アルゼンチン沖、南米大陸南端から500km沖に位置する。

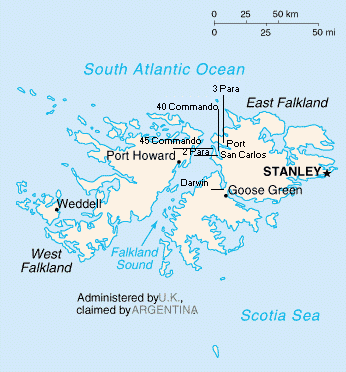
フォークランド諸島は、東西の主要2島と多数の小島からなる。

フォークランド紛争（フォークランドふんそう、英語: Falklands War、スペイン語: Guerra de las Malvinas）は、南大西洋のイギリス領フォークランド諸島（アルゼンチン名：マルビナス諸島）の領有を巡って1982年に発生したイギリスとアルゼンチンの間の紛争である。
同年3月、アルゼンチン軍はフォークランド諸島・サウスジョージア侵攻を成功させたものの、これに対してイギリス軍は航空母艦や原子力潜水艦などを含む機動部隊を派遣して反攻に転じ、欧州共同体（EC）の協力も得て6月に勝利した。敗れたアルゼンチンではレオポルド・ガルチェリ政権が崩壊し、民政移管の引き金を引くこととなった。
冷戦下で近代化された西側諸国の軍隊同士による初めての紛争であり、「兵器の実験場」とも称された。

## 概要
1982年3月19日にアルゼンチン海軍艦艇がフォークランド諸島東方のイギリス領サウスジョージア島に2度にわたって寄港し、無断で民間人を装って海兵隊員を上陸させた。
これに対し、イギリスは氷海警備船と海兵隊員を派遣するとともに、紛争回避のため、アルゼンチン軍部隊の退去を条件として外交交渉で妥協する用意があることを伝えたが、既にアルゼンチン側は強硬姿勢を明確にしており、外交交渉での事態打開は困難となっていた。イギリスの要請を受けてアメリカ合衆国も仲介に乗り出し、首脳間の電話会談も行われたが、説得は失敗であった。
4月1日深夜よりアルゼンチン軍によるフォークランド諸島侵攻、また4月3日にはサウスジョージア侵攻が行われた。これに対し、イギリス軍は反攻のための部隊を派遣し、フォークランド諸島近海では激しい海空戦が行われた。アルゼンチン空軍はエグゾセ空対艦ミサイルや航空爆弾による対艦攻撃でイギリス艦船を次々と撃沈したものの、本土から遠いために超音速機が本来の性能を発揮することができず、またイギリス空軍が長距離爆撃機による空爆（ブラック・バック作戦）を行うと最有力の戦闘機部隊は本土に拘置せざるを得なくなり、航空優勢をほぼ失う結果となった。またアルゼンチン海軍も、最有力の大型水上戦闘艦「ヘネラル・ベルグラノ」が撃沈されると現存艦隊主義に転じて、二度と出撃してくることはなかった。イギリスは、アメリカの偵察衛星からの情報によって側面支援を受けたほか、北大西洋条約機構（NATO）諸国、欧州共同体（EC）加盟国、さらにアルゼンチンと対立関係にあるチリの支援を受けて、情報戦も有利に進めた。
イギリス軍は経験豊富な特殊空挺部隊・特殊舟艇部隊によるコマンド作戦を経て、まず4月25日にはサウスジョージア島にイギリス軍が上陸し、奪還した（パラケット作戦）。続いて6月7日にはフォークランド諸島にも地上部隊を上陸させ、6月14日にはアルゼンチン軍が正式に降伏して戦闘は終結した。
フォークランド紛争当時、アルゼンチンは軍事政権（国家再編成プロセス）であったが、この敗北により軍事政権への国民の不満が爆発し、大統領を務めていたレオポルド・ガルチェリ陸軍総司令官は辞任を余儀なくされた。ガルチェリの後任のレイナルド・ビニョーネも国民の不満を抑えきれずに1983年10月に選挙を実施し、ラウル・アルフォンシンが大統領に当選して民政移管が行われた。
フォークランド紛争は第二次世界大戦以降では初めて大規模な海空戦を伴った、西側諸国製の兵器を装備した近代化された軍隊同士による戦争であり、その後の軍事技術に様々な影響を及ぼした。両軍で使用された兵器のほとんどは、その時点まで実戦を経験していなかったものの、同紛争で定量的な評価を受けた。また、アルゼンチンはイギリスから一部の兵器を輸入していた上、両軍ともアメリカ合衆国やフランス、ベルギーなどの兵器体系を多数使用しており、同一の兵器を使用した軍隊同士の戦闘という特徴もあった。
両国の国交が再開されて戦争状態が正式に終結したのは1990年2月5日だった。それ以降もアルゼンチンはフォークランド諸島の領有権を主張している。アルゼンチン外務省は2023年3月2日、カフィエロ外相がG20外相会合が開かれたインドのニューデリーでイギリスのクレバリー外相と同日会談し、領有権交渉の再開を提案したと発表した。

### 名称について
日本語では「紛争」と呼ばれ、法的には戦争ではないとしているイギリスの政府機関も「Falklands Conflict（フォークランド紛争）」の語を用いている。しかし、激しい陸戦のほか第二次世界大戦以来となる大規模な海空戦闘が行われ、世界的には戦争と見なされることが多い。英語圏でも、イギリス政府系ではない刊行物などでは「Falklands War（フォークランド戦争）」または「Falkland Islands War（フォークランド諸島戦争）」と呼ばれる。
アルゼンチンを含むスペイン語圏では諸島のアルゼンチン名を用いて「Guerra de las Malvinas （マルビナス戦争）」と呼ばれる。

## フォークランド問題の起源

### フォークランド諸島の発見とイギリスの実効支配
最初にフォークランド諸島を発見したのはフエゴ島の先住民ヤーガン族ともいわれる。大航海時代におけるヨーロッパ人による発見についても諸説あり、1520年のポルトガルのマゼラン船団のエステバン・ゴメス船によるとも、あるいは1592年のイギリスの探検家ジョン・デイヴィスによるともされている。アルゼンチン政府は前者を、イギリス政府は後者を採っている。この他に1598年にはオランダ人のセバル・デ・ウェルト (Sebald de Weert) がこの島を訪れ、当時オランダではこの島をセバル島と名付けた。
同地は大西洋と太平洋を結ぶマゼラン海峡・ビーグル水道およびドレーク海峡に近く、パナマ運河開通までは戦略上の要衝であったことから、18世紀には領有権争いの舞台となった。1764年にフランスは東フォークランド島に入植し、サン・ルイ港と名づけた（現在のバークレー湾）。イギリスは翌1765年にジョン・バイロン艦長が西フォークランドにあるソーンダース島の港にエグモント港と名づけた。スペイン・ブルボン朝は、1767年にフランスからフォークランド諸島の売却を受け、1770年にはブエノスアイレスからエグモント港に侵攻した。当時、北米植民地の情勢急迫に対処しなければいけなかったイギリスは全面戦争を避け、1774年にはスペインの領有権が一時的に確立した。しかし1833年にはイギリスが派遣したスループ「クレイオー」によって無血占領に成功し (Reassertion of British sovereignty over the Falkland Islands (1833)) 、以後実効支配を進めたことで長らくイギリスの海外領土（属領）とされてきた。

### アルゼンチンの独立と諸島返還交渉の開始
1810年の五月革命を発端とする独立戦争を経て、1816年にアルゼンチンが独立すると、スペイン領土を継承するものとして、同諸島の返還を求めるようになった。1820年代には領有・課税宣言やアメリカ船の拿捕なども行われた。しかしまもなく1825年から1828年のシスプラティーナ戦争で忙殺されたほか、その後も大英帝国の非公式帝国として経済的な繁栄を享受していたことから、返還要求は続けられていたとはいえ、実質的には棚上げ状態となっていた。
その後、1929年の世界恐慌を経て、「忌まわしき十年間」にはナショナリズムが台頭し、第二次世界大戦後の1946年には左翼民族主義者のフアン・ペロンが大統領に就任したが、その後も変わらず棚上げ状態となっていた。
このペロンが下野した後、ペロン派の都市ゲリラと軍部、政党との間で衝突が続き、1960年代には内政の混乱をもたらしていた。またペロン政権時代から極度のインフレーションに見舞われていたこともあって、政治闘争に明け暮れる政権に対し国民の不満が鬱積していた。
この国民の不満を逸らすため、急遽フォークランド諸島というナショナリスティックな問題が取り上げられるようになり、1960年代には「マルビナス記念日」の制定をはじめとする様々なプロパガンダ工作が推進された。また1965年12月16日には、国際連合総会決議第2065号により「いかなる形態の植民地主義も終結させるため」アルゼンチン・イギリス双方が平和的な問題解決のため交渉を開始するよう勧告したことから、両政府の交渉が開始されることになった。
しかしイギリスにとって、フォークランド問題はごく一部の政治家や官僚のみが知るのみの問題であった。1960年代に入り英国病に苦しむ状況下では、同諸島の維持そのものが負担となっており、アルゼンチン側への売却という案も検討されていた。保守党のマクミラン政権下でヒース王璽尚書は1961年にフォークランド諸島と南米各国との空路と海路を開く通信交通協定の締結に成功したが、アルゼンチン側が主権問題を取り上げたためそれ以上の進展はなかった。
1967年3月にイギリス外務省が作成したメモランダムでは「島民が望めば」との条件で、フォークランド諸島における主権の委譲を認めることとなっており、アルゼンチン側は大きな前進と受け止めた。しかし実際には、アルゼンチンへの帰属を望む島民は皆無であり、またイギリス側でも、議会やマスコミは諸島返還には反対の方針を貫いていた。

### 諸島返還交渉の停滞と挑発行為
1975年、キャラハン外相の依頼を受けて、リオ・ティント社の重役でもあるエドワード・シャクルトン貴族院議員を団長として、諸島の経済状況に関する調査団が派遣された。その報告書は1976年6月に提出され、フォークランド諸島の経済状況が絶望的であることが確認された。アルゼンチンへの過度の経済的依存はなく、自給自足に近かったものの、逆にいえば、植民地時代からほとんど発展していないということでもあった。5年間で1,400万ポンドという莫大な投資が必要であると見積もられたが、これはイギリス単独では実現困難であった。イギリス政府はこの報告書を公開し、アルゼンチンからの経済的な協力を促そうとしたが、アルゼンチン政府はこれを諸島の経済的自立を進めるものであると誤解して、危機感を強めた。また島民は、この報告書によってイギリス本土からのさらなる投資が呼び込まれるものと期待した。
シャクルトン議員が調査を進めていた1976年2月4日にイギリスの南極調査船「シャクルトン」 (RRS Shackleton) が南緯60度線近くのアルゼンチンの排他的経済水域で、同国海軍による警告射撃を受けて、数発を被弾するという事件が発生した。2月19日、国防省は諸島の防衛について検討したものの、当時、同諸島には軽武装の氷海警備船「エンデュアランス」 (HMS Endurance) とイギリス海兵隊の隊員36名しか配備されておらず、侵攻阻止はほぼ絶望的であると見積もられ、奪回作戦に重点が置かれた。
同年のクーデターで権力を掌握したホルヘ・ラファエル・ビデラ大統領は、国民弾圧へのガス抜きのためにフォークランド問題解決への糸口を探っており、交渉を進めるための挑発行動として、12月には、50名のアルゼンチン軍部隊がイギリス領サウスサンドウィッチ諸島南端の無人島である南チューレに無断で上陸し、アルゼンチンの国旗を掲げる事件が発生した。イギリスのインテリジェンス・コミュニティーを統括する合同情報委員会（JIC）は、これをアルゼンチン軍事評議会において強硬派が優勢になりつつある兆候と分析した。
JICが1977年11月に作成した情報見積もりによれば、アルゼンチンが軍事行動を含めたより強引な手段に訴えてくる危険性があると指摘された。そのため、キャラハン首相は、11月21日に原子力潜水艦「ドレッドノート」とフリゲート「アラクリティ」「フィービ」および支援艦艇を派遣する (Operation Journeyman) ことを決定した。キャラハンは機動部隊派遣について秘密情報部長官に話し、これがアメリカ合衆国を経由して非公式にアルゼンチンに通告されることを期待した。アルゼンチンがこの艦隊派遣を知りえていたかどうか、またそのことがアルゼンチンの行動に影響を及ぼしたかどうかについては不明である。一方、イギリス側は交戦規定の策定など軍事行動のシミュレートを進めるとともに、「エンデュアランス」も一時的に本国に戻されて、レーダー探知機や通信傍受装置などの装備が施された。

### リース案の検討と拒絶
1979年に就任したサッチャー首相は外交経験が無かったことから、老練なピーター・キャリントンを外務大臣に迎えた。当時外務・英連邦省とイギリス国防省では、南チューレ上陸事件への対応を踏まえて任務部隊を諸島に常駐させるという「フォークランド要塞化」案を検討していたが、これにはかなりの財政的負担が伴うことから、キャリントン外務大臣及びニコラス・リドリー外務閣外大臣は、名目上の主権をアルゼンチン側に委譲したうえで諸島をイギリスが借り受ける「リース案」を腹案としていた。1980年8月25日にはこの案を携えたリドリー外務閣外大臣がアルゼンチンのカヴァンドーリ外務副大臣と会談し、おおむね好意的な反応を受けた。
しかしサッチャー首相は、国際連合憲章第1条第2項人民の自決の原則にもとづき、フォークランド諸島住民の帰属選択を絶対条件にしていたのに対し、島民は自分たちが「イギリス国民」であることに固執しており、リドリー外務閣外大臣は11月22日にスタンリーを訪問して400名の島民と討論を行なったものの、惨憺たる結果となった。またイギリス側は議会への通知を後回しにして交渉を進めていたところ、マスコミにすっぱ抜かれて周知の事実となってしまったことで、議会も態度を硬化させてこの案を拒絶した。

### アルゼンチンからの警告と情勢判断
アルゼンチン側はイギリスによるフォークランド占有から150年の節目に当たる1983年までには、諸島問題を「いかなる手段」を使っても解決することを目標としていた。また、1981年12月8日に新大統領に選出された陸軍総司令官のレオポルド・ガルチェリ中将は翌年には陸軍総司令官を退任することになっていたため、退役までに政治的な功績を残す必要に迫られていた。
1981年当時のイギリスでは国防政策見直しの作業が進められており (1981 Defence White Paper) 、トライデントSLBMの予算を捻出するため、氷海警備船「エンデュアランス」や空母「インヴィンシブル」の退役が検討されていたが、アルゼンチン政府は、これらの検討内容について、イギリスはフォークランド諸島の安全保障問題よりも国内の財政問題を優先したものと解釈していた。12月15日、海軍総司令官ホルヘ・アナヤ大将 (Jorge Anaya) は、海軍作戦部長フアン・ロンバルド中将 (Juan Lombardo) に対し、フォークランド諸島侵攻作戦計画の作成を下令し、本格的な武力行使の計画が開始された。

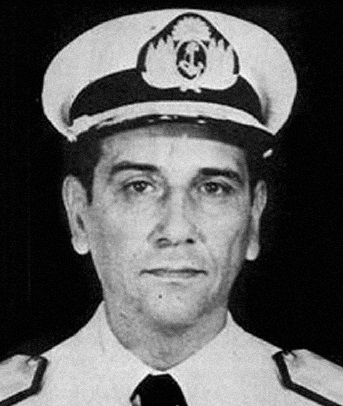
アルゼンチン海軍総司令官ホルヘ・アナヤ

1982年1月27日にアルゼンチン外務省はイギリスに対して主権問題解決のための定期的な交渉の開始を提案し、2月27日にはアメリカ合衆国ニューヨークで会談が持たれた。アルゼンチン外務省としてはイギリスを交渉の場に繋ぎ止め、武力紛争の勃発だけは避けようとしていたが、イギリス側はアルゼンチンがそこまで強硬な姿勢を固めつつあることを想定しておらず、まずは島民の意思を変える時間を稼ぐための引き伸ばしを図っており、積極的に話し合いを進める意図はなかった。アルゼンチン外務省は落胆し、3月1日に「イギリス側に解決の意思がない場合、交渉を諦め自国の利益のため今後あらゆる手段を取る」との公式声明を発表した。
これはアルゼンチン側からの明確な警告であったが、依然としてイギリス側の反応は鈍く、3月9日に開催されたJICでは、外交交渉が続いている限り、アルゼンチンが極端な行動には出ることはない、という結論であり、もしアルゼンチン側が武力に訴えるとしても、同年10月以降になるであろう、という推測であった。同日、サッチャー首相は国防省に対して非常時の対策を練っておくよう指示していたが、その後2週間は具体的な検討は行われなかった。ブエノスアイレス駐在のアンソニー・ウィリアムズ英国大使は「もしイギリスがアルゼンチン側の要求を受け入れなければ、3月中の武力行使もありうる」との情報を入手して本国に伝達したが、狼少年と見なされてしまい、重視されなかった。

### サウスジョージア島上陸
3月19日にアルゼンチンのくず鉄回収業者コンスタンティノ・ダヴィドフ（Constantino Davidoff）はアルゼンチン海軍の輸送艦「バイア・ブエン・スセソ」（ARA Bahaia Buen Suceso）によってサウスジョージア島のクリトビケンに上陸した。これは旧捕鯨施設解体のためであり、この解体自体はイギリス政府との契約に基づくものであったが、上陸のための事前許可をサウスジョージア民政府から得ていなかったうえに、作業員のなかにアルゼンチン軍人が紛れ込んでおり、上陸すると、アルゼンチン国旗を掲げた施設を設置し始めた。
イギリス外務･英連邦省はアルゼンチン外務省に抗議するとともに、氷海警備船「エンデュアランス」に海兵隊員22名と軍用ヘリ「ワスプ」2機を乗せて同島海域に派遣したが、これに対抗して、アルゼンチン海軍もコルベット2隻を派遣した。アルゼンチン側の強硬姿勢に驚いたイギリス側は、偶発的な衝突を避けるため、「エンデュアランス」をサウスジョージア島沖に待機させ、状況を監視させた。イギリス側は、戦闘行為がフォークランド諸島にまで飛び火することを恐れており、問題の範囲をサウスジョージア島に留めておきたいと考えていたが、アルゼンチン側を抑止するのか撃退するのかという根本的な方針を定めないまま「エンデュアランス」を派遣したために、対応が中途半端となり、かえって危機を悪化させてしまった。
3月23日にイギリスは危機の収束のためには譲歩もやむなしとして、サウスジョージア島からアルゼンチン軍部隊が速やかに退去すれば外交交渉で妥協する用意があることを緊急に伝えた。しかしこの譲歩は既に手遅れであった。同日、アルゼンチン側の軍事評議会において、サウスジョージア島から部隊を撤収させないということが決定されてしまっており、その上で部隊を撤収させた場合はイギリス側の恫喝に屈したことになるため、強硬派のガルチェリ大統領にとって、もはや受け入れがたい選択となっていた。
3月26日にアルゼンチンのコスタ＝メンデス外相は、サウスジョージア島に上陸したアルゼンチン人同胞の保護のために海軍砕氷艦「バイア・パライソ」（ARA Bahia Paraiso）を同地に派遣しており、必要に応じてあらゆる措置を講ずる用意がある由を発表した。同艦から海兵隊員がサウスジョージア島リース港に上陸するに及んで、イギリス側も、外交的手段による状況の打開が極めて困難になっているということを、ようやく理解した。

### 開戦前夜におけるイギリスの情勢誤認
このように情勢が加速度的に悪化しているにも関わらず、依然としてイギリスの対応は鈍かった。イギリスの情報機関は3月22日になっても、あくまで問題はサウスジョージア島であって、フォークランドにまで侵攻して来るなどとは想定していなかった。3月28日には政府通信本部（GCHQ）により、アルゼンチン海軍の潜水艦「サンタ・フェ」がフォークランド諸島沿岸に派遣されていることが傍受されたものの、同日、アルゼンチン海軍総司令官アナヤ大将が「サウスジョージア島でアルゼンチン人が殺害されない限りフォークランドには手を出さない」と発言したこともあって、この情報の重要性は十分に認識されなかった。
3月31日の時点においてすら、JICは「アルゼンチンはサウスジョージア問題を逆手にとって交渉の材料にしようとしている」として、サウスジョージア島で挑発してイギリスの行動を誘うことがアルゼンチンの目的であって、よもや先に仕掛けて来ることはないであろう、との判断であった。しかし同日、GCHQは、アルゼンチンの海兵部隊一個大隊が4月2日にはフォークランドのスタンリーに達するということ、そしてブエノスアイレスから在英アルゼンチン大使館に対して全ての機密書類の焼却命令があったという決定的な情報を傍受した。
事ここに至り、イギリス政府も、ついにアルゼンチンの狙いがフォークランド諸島にあり、情勢が想定を大きく超えて急迫していることを理解した。サッチャー首相は米国に事態収拾の仲介を要請しており、4月1日、レーガン大統領はガルチェリ大統領に対する説得工作を行っていることと米国の立場がイギリス寄りであることを伝えたが、ガルチェリ大統領との連絡は困難であった。駐アルゼンチン米国大使が既にガルチェリ大統領と面会していたが、大統領は「何を言っているのか全く訳がわからない」状態であった。4月1日20時半頃（米国東部標準時）、レーガンはようやくガルチェリと電話で話すことができたが、侵攻を思いとどまるよう説得するレーガン大統領に対し、ガルチェリ大統領は自分たちの大義について演説し始める始末であり、説得は失敗であった。
このような外交的手段と並行してイギリス側も重い腰を上げて、軍事的な対応に着手していた。3月29日には、物資と海兵隊員200名を乗艦させたフォート・グランジ級給糧艦「フォート・オースティン」が急派された。また4月1日には原子力潜水艦「スパルタン」と「スプレンディド」も派遣されたほか、ジブラルタルに寄港していたフリゲート艦「ブロードソード」と「ヤーマス」も追加されることになった。海軍は、今後も増派を続けるのであればこのような五月雨式の派遣を続けるべきではないと考えており、第一海軍卿リーチ提督は、空母機動部隊の編成を上申した。これを受けて、3月31日の時点で、サッチャー首相は任務部隊の編成を下令していた。しかしこれら先遣隊の到着は4月13日前後、そして空母機動部隊の出港も4月5日の予定であった。
これに対してアルゼンチンにおいては、3月26日の時点で軍事評議会によってフォークランド諸島侵攻に関する最終的な決断が下されていた。現地時間4月1日19時、アルゼンチン軍はロサリオ作戦を発動し、同日23時に最初の部隊がスタンリー付近に上陸して、本格侵攻を開始した。

## アルゼンチン軍の侵攻

### 作戦計画の立案と前倒し (1981年12月－1982年3月)
上記の通りフォークランド諸島侵攻作戦の具体的な計画作成は、1981年12月15日に海軍総司令官アナヤ大将から海軍作戦部長ロンバルド中将への下令を端緒とする。この際、アナヤ大将の指示は「マルビナス諸島を奪回せよ。しかしそれらを確保する必要はない」というものであり、イギリスの反撃は予期されていなかった。1982年1月中旬より陸軍・空軍も加えて統合作戦計画作成が着手された。
この時点では作成完了時期は9月15日とされており、その前に何らかの動きを取ることは考慮されなかった。南半球にあるフォークランド諸島では北半球とは逆に、9月は真冬の過酷な天候が終わる時期であった。年初に招集されたアルゼンチン陸軍の徴集兵の訓練も進展しており、海軍航空隊にはシュペルエタンダール攻撃機とエグゾセ空対艦ミサイルの配備が進み、またフォークランド周辺にイギリス海軍が有する唯一の軍艦である氷海警備艦「エンデュアランス」も解役されているはずであった。上陸部隊としては海兵隊第2歩兵大隊が選定され、2月から3月にかけて、フォークランドに地形が似ているバルデス半島で数回の上陸演習を行った。基本的な上陸計画は3月9日に軍事政権の承認を受けて、9月までかけて作戦計画は準備されるはずだった。
しかし3月下旬、廃材回収業者のサウスジョージア島上陸を巡り、情勢は急激に緊迫し始めていた。3月23日にアルゼンチン政府はイギリスによる業者の退去を阻止するためサウスジョージア島に兵力を送るとともに、この危機を口実にフォークランド諸島を占領することを決心し、侵攻計画の立案グループに対して、計画をどの程度前倒ししうるかを諮問した。3月25日、ロンバルド中将は、同月28日に出港してフォークランド上陸は4月1日であると回答した。軍事政権はこの回答を承認し、ただちにフォークランド上陸作戦とサウスジョージアへのさらなる兵力増強の準備に取りかかるよう命令した。

### フォークランド諸島侵攻 (3月28日－4月1日)

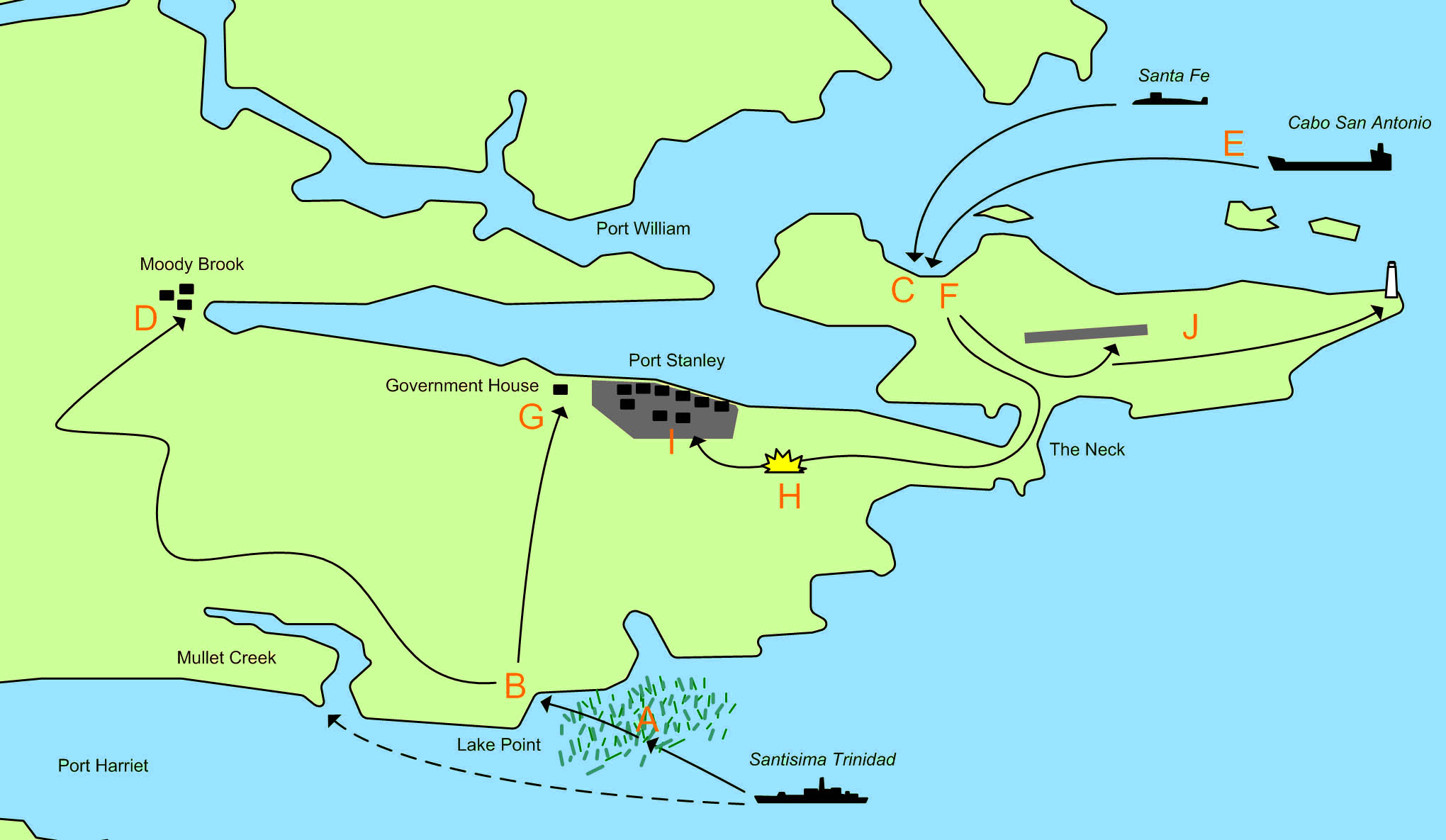
ロザリオ作戦の経過

#### 双方の態勢
アルゼンチン軍においてフォークランド諸島の占領を担当したのは、カルロス・ブセル海兵隊少将を指揮官とする第40.1任務群であった。上記の通り海兵隊第2歩兵大隊を基幹として、上陸特殊作戦中隊および水中障害破壊部隊、野戦砲兵などを配属されていた。主たる攻撃目標は総督公邸と海兵隊兵舎であり、多方面から圧倒的に優勢な兵力で奇襲攻撃することで、できれば流血無しに占領することを企図していた。
イギリス側では丁度同地の警備に当たる海兵隊分遣隊が交代の時期を迎えたタイミングで情勢が緊迫し、大使館付駐在武官の助言を容れて交代を中止したため、定数の倍にあたる69名の海兵隊員が駐在していた。また「エンデュアランス」から陸戦隊11名が派遣されていたほか、同地に住んでいた退役海兵隊員1名が再志願して加わっていた。海兵隊指揮官マイク・ノーマン少佐は、侵攻を受けた場合、緒戦で可能な限り激しい打撃を加えて交渉の時間を稼ぐことを企図していた。

#### 特殊作戦上陸中隊の錯誤
3月28日、アルゼンチン軍侵攻部隊が出航した。当初計画では3月31日から4月1日の夜間に上陸する予定であったが、荒天のため24時間延期された。4月1日、フォークランド諸島総督レックス・ハント卿は、アルゼンチンの侵攻が迫っていることを本国より通知されて、これを島民に向けてラジオ放送した。これにより、アルゼンチン側は、既に戦術的奇襲が成立しなくなっていることを悟った。
4月1日21時30分（以下特記無い限りタイムゾーンはUTC-4）、ミサイル駆逐艦「サンティシマ・トリニダド」より、特殊作戦上陸中隊92名がゴムボート21隻に分乗して発進した。これらの部隊は二手に分かれ、サバロツ少佐に率いられた76名はイギリス海兵隊兵舎を、またヒアチノ少佐に率いられた16名は総督公邸を目指した。一方、イギリス側は、停泊中の民間船の航海用レーダーで港を見張っており、2日2時30分にはこれらのアルゼンチン艦艇の動きを把握していた。また監視哨からも報告が相次ぎ、4時30分にハント総督は緊急事態を宣言した。
アルゼンチン側の計画では、イギリス海兵隊が兵舎で就寝中のところを奇襲し、死傷者を出さずに制圧することになっており、サバロツ少佐はこれに従って催涙弾を投げ込んだが、実際にはイギリス海兵隊は既に全員が戦闘配置に就いており、兵舎はもぬけの殻であった。一方、ヒアチノ少佐の隊は、急遽この目標に振り替えられたため、総督公邸に関する情報を何も持っていなかった。ヒアチノ少佐は4名の部下を連れて降伏勧告に赴いたが、誤って総督公邸ではなく執事の住居に入ってしまった。そして公邸では、海兵隊員31名と水兵11名、退役海兵隊員1名が自動小銃を構えていた上に、総督付運転手が散弾銃を、そして総督自身も拳銃を構えていた。誤りに気づいて出てきたヒアチノ少佐たちに銃撃が浴びせられ、ヒアチノ少佐は戦死、1名が負傷して、降伏勧告に向かった全員がイギリスの捕虜となった。指揮官を失ったアルゼンチン側は次の動きを決められず、事態は膠着状態となった。

#### 本隊の上陸とイギリス軍の降伏
一方アルゼンチン軍本隊では、まず4時30分に潜水艦「サンタ・フェ」より水中障害破壊部隊のダイバーたちが出撃し、偵察を行うと共に水陸両用車のための誘導灯を敷設した。続いて6時に戦車揚陸艦「カボ・サン・アントニオ」よりLVTP-7装甲兵員輸送車およびLARC-5貨物車に分乗した海兵隊第2歩兵大隊が出撃し、母艦からの誘導に従って岩礁を迂回したのち、誘導灯に従って無事上陸した。上陸すると、まずスタンリー空港を確保し、イギリス側が滑走路に設置した障害物を撤去したのち、スタンリー市街に向けて前進していった。
7時15分にはイギリス海兵隊の小部隊による妨害攻撃が行われたものの、双方とも戦死者はなく、8時には市街を掌握した。既に海兵隊の砲兵部隊や予備隊も上陸し、スタンリー空港には増援の陸軍部隊を乗せた航空機が着陸し始めていた。イギリス側が保持している施設は総督公邸のみとなっており、ハント総督は、島民と軍人へ不必要な生命の損失を与える徹底抗戦を避けて交渉することにした。9時25分に武装解除が命令されて、フォークランド諸島における戦闘はいったん停止した。

### サウスジョージア島侵攻 (3月24日－4月3日)

#### 双方の態勢
アルゼンチンはサウスジョージア島占領のため、セサル・トロムベタ海軍大佐を指揮官とする第60任務群を派遣した。これは極地輸送艦「バイア・パライソ」とコルベット「ゲリコ」から構成されており、艦載ヘリコプター2機と海兵隊員80名が乗り込んでいた。
サウスジョージア島には、研究者等を除けば定住者はなく、通常は軍隊の配備もないが、廃材回収業者のサウスジョージア島上陸への対応措置として、3月24日より、氷海警備艦「エンデュアランス」と、ミルズ中尉 (Keith Mills) 指揮下の海兵隊員22名が警戒活動にあたっていた。その後、海兵隊は3月31日に下船し、グリトビケンのイギリス南極探検隊 (British Antarctic Survey) の基地に駐屯した。4月1日には、ハント総督によるフォークランド諸島民へのラジオ放送が受信されたほか、4月2日には、BBCワールド・ニュースによって、アルゼンチンによるフォークランド侵攻が報じられた。国防省からの指令を受けて、「エンデュアランス」はアルゼンチン軍に見つからないように離れつつ情報収集母体として活動することになり、ミルズ中尉は、猛烈な嵐のなかで防御陣地を構築し、また海岸と桟橋に鉄条網と爆発物を敷設させた。

#### サウスジョージア島占領
4月2日12時25分頃、グリトビケンのあるカンバーランド湾に「バイア・パライソ」が侵入してきた。本来、この日にサウスジョージア島への侵攻作戦も実施される予定であったが、極度の悪天候のために断念し、無線で「明朝もう一度来て通信する」と通告して去って行った。4月3日の夜明けには天候も回復しており、6時30分には再び来航した「バイア・パライソ」からのVHF通信で降伏要求がなされた。この間、アルゼンチン軍は、まずピューマ・ヘリコプターのヘリボーンによって部隊を展開させていたが、同地にイギリス軍はいないものと誤認しており、ピューマ・ヘリコプターは陣地の近くを飛行したため、ミルズ中尉たちの一斉射撃によって数十発が命中し、2名が戦死、残りは全員負傷して、機体は不時着した。
トロムベタ大佐は「ゲリコ」へイギリス軍陣地への艦砲射撃を命じたが、目標があまりに近くて俯角を取れず、射撃できずにいるうちに、逆にミルズ中尉たちのカールグスタフ無反動砲とM72 LAW対戦車ロケット弾、そして機関銃および自動小銃の射撃を受けて、水兵1名が戦死し、砲の旋回機構も破壊された。しかしこの間に、アルエットIIIヘリコプターによって、不時着したピューマの負傷者は収容され、また増援部隊を着陸させた。アルゼンチン海兵隊は巧みに展開し、ミルズ中尉たちを包囲していった。また「ゲリコ」も、いったん沖に後退したのちに艦砲射撃を再開しており、砲の旋回機構を破壊されたために弾着の誤差が大きかったものの、徐々に陣地に近づいていた。
ミルズ中尉は、事前に「無益に人命を失うおそれが生じる前に、抵抗をやめる」と指令されていたこともあって、この時点でアルゼンチン軍に対し十分な損害を与えたとして、降伏した。イギリス側は重傷者1名を出したものの、戦死者はなかった。これに対し、アルゼンチン軍は圧倒的に優勢であり、またミルズ中尉が無線で海兵隊の駐屯を宣言していたにも関わらず、イギリス軍はいないだろうという思い込みで不用意に兵力を投入した結果、フリゲート1隻損傷、ヘリコプター1機全損、死者3名という損害を被った。ただし、後々の外交交渉のことを考えて、イギリス人を殺さないように攻撃を手控えた結果とも言われる。

### 政治・外交的対応

#### 戦時内閣の設置
3月31日の時点で、サッチャー首相は、「ハーミーズ」「インヴィンシブル」の2隻の軽空母を中核として、第3コマンドー旅団を伴った機動部隊の編成を下令しており、4月1日夜の閣議で、機動部隊をフォークランドに派遣することが決定された。アルゼンチンの侵攻に対して、サッチャーが既に任務部隊派遣の準備が整っていることを表明すると、世論はこれを熱狂的に支持したが、アルゼンチンの侵攻を未然に防げなかったことについて野党は追求の手を緩めず、責任を取って、キャリントン外相、アトキンズ閣外大臣、並びにルース次官は辞任を余儀なくされた。そして4月6日には、サッチャーはイギリスの伝統に基づいて戦時内閣を設置し、サッチャーと数名の閣僚によって意思決定を行える制度を整えた。

#### 国連の動きと経済制裁
このように部隊を派遣してはいたものの、イギリスにとって、武力行使による奪回は最終手段と位置づけられており、できれば任務部隊の派遣効果と対アルゼンチン経済制裁によって、アルゼンチンが全面的に屈服するか、あるいは国連やアメリカによる調停を期待していた。サッチャーは、スエズ危機の教訓を踏まえて、アメリカや国際法を無視した武力行使はありえないと考えており、まずこれらの地固めを重視した。
しかし国連はもともと平和主義と反植民地主義的志向が強く、イギリス寄りでの調停は期待し難かった。またイギリスとしては自衛権の発動を主張することも困難であった。自衛権とは攻撃を受けてから生ずるものであるのに対し、フォークランド総督府は既に降伏し、戦闘はいったん終結していたためである。4月3日には、アルゼンチンとイギリスの間の開戦を受けて開かれていた国連安全保障理事会において決議第502号が出され、アルゼンチンのフォークランド諸島一帯からの撤退を求めたが、これが精一杯であった。
イギリスでは軍事作戦と並行して経済制裁についても検討しており、4月2日には国内のアルゼンチン資産を凍結しその額は15億ドルにも及んだ。ただし当時のアルゼンチン経済は食糧、エネルギー分野においては自給に近かったことから短期的な影響は小さく、長期的な影響を与えるためには諸外国との連携が必要であった。欧州、コモンウエルス諸国、そして日本は外交的にイギリスを支持し、対アルゼンチン武器禁輸、アルゼンチンからの輸入の部分的停止、対アルゼンチン新規融資の禁止などを含んだ対アルゼンチン経済制裁に同意したが、日本は経済制裁には追随しなかった。

#### 調停の試み
これと並行して、アメリカのアレクサンダー・ヘイグ国務長官やイギリスのフランシス・ピム外相のシャトル外交により、事態の打開が模索された。アメリカにとって、反共という立場では共通するイギリスとアルゼンチンが対立を続けることは望ましくなかったこともあり、積極的に調停を試みた。ヘイグ国務長官の基本的な構想は、まずアルゼンチンが撤兵し、それを確認してイギリスも任務部隊の派遣をやめるというものであった。4月12日にはロンドンを訪れて、この構想に基づく提案を提示した。イギリスも一時はその案の受諾の方向で進んでいたが、アルゼンチンは主権の移譲を主張して譲らず、ヘイグを愕然とさせた。
イギリス側が諸島統治は島民の意思を尊重する立場であったのに対し、アルゼンチン側の言い分は、同諸島での現地統治および参政権をアルゼンチン島民にも与えるとした。また、排他海域の設定やイギリス軍の進軍停止・撤退なども協定案としてやり取りがあったものの、イギリスの軍事力がフォークランドへ及ばないよう定める文言が、4月24日のアルゼンチン案に含まれていたことから、イギリス側はアルゼンチンの撤退が絶望的と考え、さらに外交交渉が時間稼ぎのために使われていることを懸念した。
ヘイグ長官はなおも調停を試みたものの、4月25日のサウスジョージア島奪還を受けて、27日にはアルゼンチン軍事評議会はヘイグの調停案を拒絶する決定を下し、2日後にヘイグにそのことを伝えた。ヘイグは、もし戦闘が勃発すればアメリカはイギリスを支持することを表明した。
戦争中もイギリス政府や諸外国政府は、外交的に戦争の落としどころを探っていた。ヘイグ国務長官はイギリス、アルゼンチン双方に対して48時間以内の即時停戦とフォークランド諸島からの撤退を求めていた。またペルー政府も仲介役に積極的であり、即時停戦や部隊の撤収、第三国によるフォークランド諸島の一時的な統治の確立などの調停案を持ちかけていた。しかしこのときにイギリス原子力潜水艦「コンカラー」によってアルゼンチン巡洋艦「ヘネラル・ベルグラーノ」が撃沈され、またイギリス駆逐艦「シェフィールド」にエグゾセを命中させたことで、アルゼンチンは態度を硬化させており、ペルーとアメリカの仲裁には関心を持たず、国際連合の場でイギリスに国際的な圧力をかけて譲歩を引き出そうとしていた。
アメリカにとっては、米英関係と同時にラテン・アメリカ諸国との関係も良好に保つ必要があった。そしてチリを除くラテンアメリカ諸国にとっては、アルゼンチンが完敗して再び政変が生じることは望ましくなかった。5月31日、レーガン大統領はブラジルの大統領と協議したのち、サッチャー首相に電話して、ヘイグ国務長官の即時停戦案を受け入れるよう提案したが、イギリスはグース・グリーンの戦いで勝利を収めた直後であり、到底受け入れられるものではなかった。サッチャー首相は猛抗議し、しまいにはレーガンが「自分でも余計な指図をしたことはわかっているが…」と折れる有様であった。
6月2日には、今度は国際連合安保理の場においてスペインとパナマが独自の即時停戦案を提出した。サッチャー首相は折からのヴェルサイユ・サミットで各国首脳への根回しを行っていたが、日本の鈴木善幸首相だけは問題の平和的解決に拘って即時停戦案への賛成を表明しており、サッチャー首相を激高させた。そして2日後の安保理では、日本とソ連を含む9か国が停戦案に賛成したため、イギリスは拒否権を発動して停戦案を封じ込めざるを得なかった。

## イギリス軍の反攻開始

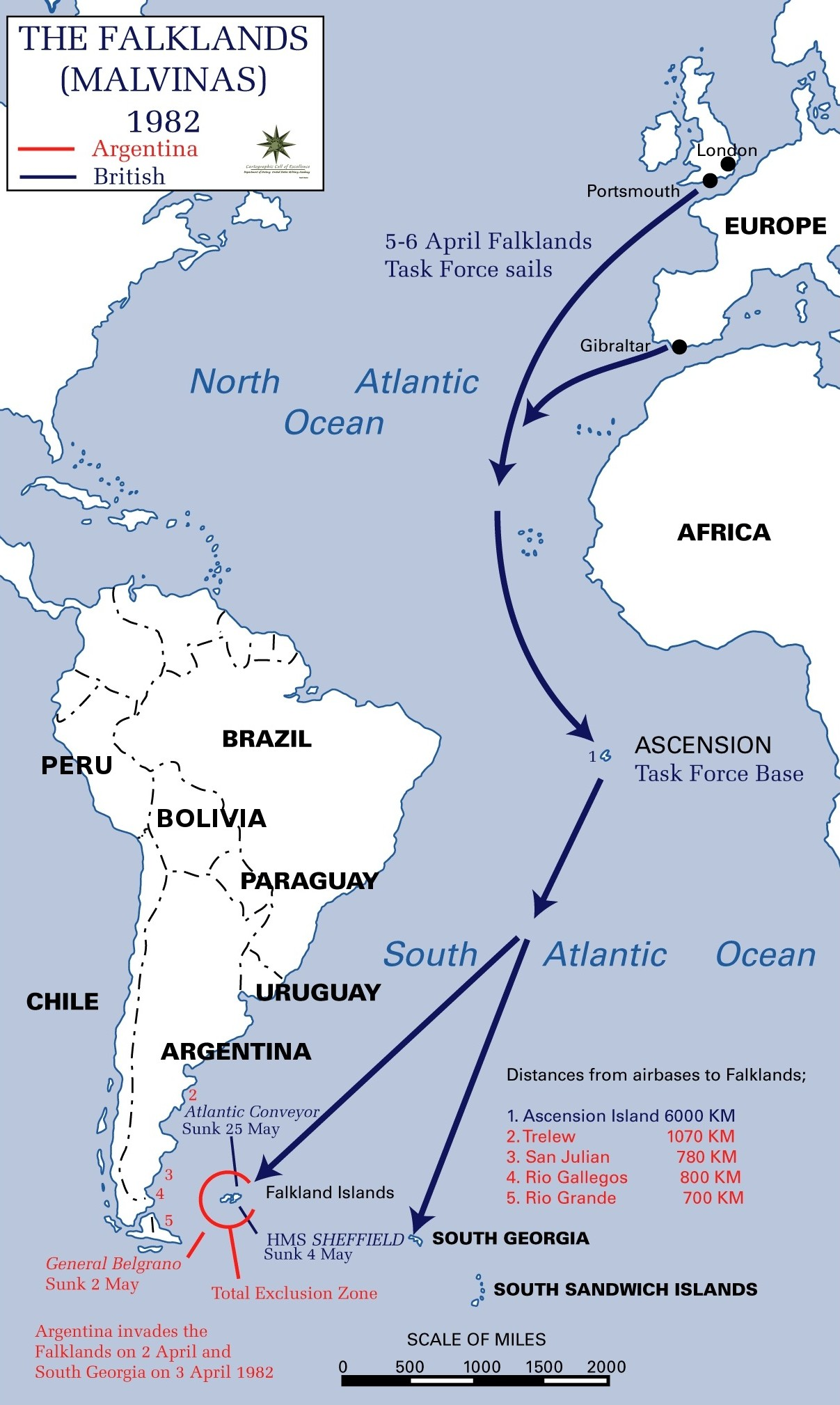
イギリス軍機動部隊の進出

### 第317任務部隊の編成と海上封鎖の開始 (3月31日－4月18日)
上記の通り、イギリス軍は、当初は情勢が緊迫するにつれて五月雨式に派遣部隊を増やしており、まず3月29日にフォート・グランジ級給糧艦「フォート・オースティン」、4月1日に原子力潜水艦「スパルタン」と「スプレンディド」が派遣されたほか、ジブラルタルに寄港していたフリゲート「ブロードソード」と「ヤーマス」も追加されることになっていた。アルゼンチン軍の侵攻の時点で、「フォート・オースティン」と原子力潜水艦は大西洋を南に向けて航行中、フリゲート艦隊はようやくジブラルタルの海軍基地を出港したところであった。
そして3月31日の時点で、サッチャー首相はセントー級航空母艦「ハーミーズ」とインヴィンシブル級航空母艦「インヴィンシブル」の2隻の軽空母を中核として、第3コマンドー旅団を伴った機動部隊の編成を下令しており、4月1日夜の閣議で、機動部隊をフォークランドに派遣することが決定された。
当時、第1艦隊はカサブランカ沖でNATOの演習「SPRINGTRAIN」に参加しており、ここから下記の7隻が抽出されたほか、既に演習部隊から分離されて西インド方面における長期任務へと向かっていたロスシー級フリゲート「プリマス」も呼び戻された。
- カウンティ級駆逐艦2隻 - 「アントリム」「グラモーガン」
- 42型駆逐艦3隻 - 「コヴェントリー」「グラスゴー」「シェフィールド」
- 22型フリゲート「ブリリアント」
- 21型フリゲート「アロー」

4月3日2時30分には、これら8隻は補給艦「タイドスプリング」とともにフォークランド諸島に向かった。
4月5日には、大々的な見送りとともに、ポーツマスより2隻の空母が出撃した。同日、ひっそりと21型フリゲート「アラクリティ」「アンテロープ」、そして補給艦支援給油艦「ピアリーフ」、艦隊補給艦「リソース」および補給艦「オルメダ」も出港した。また4月6日には強襲揚陸艦「フィアレス」が、また4月9日には第3コマンドー旅団の大半および増援された陸軍の第3空挺大隊を乗せた徴用船「キャンベラ」も出港した。第1艦隊司令官ウッドワード海軍少将は、ジブラルタルから「グラモーガン」に座乗して既に南下しており、4月15日、空母部隊と合流した。搭載品の移載や会議を経て、4月18日、空母機動部隊はアセンション島を出港した。
また4月7日の時点で、イギリス政府は、12日4時（UTC）以降、フォークランド諸島周辺200 マイルに海上排除区域（Maritime Exclusion Zone: MEZ）を設定すると宣言していた。12日、原子力潜水艦「スパルタン」が排除海域で配備に入り、予定通りMEZが発効した。また15日には「スプレンディド」も配備に入った。「スパルタン」は東フォークランド島の近くを、「スプレンディド」はアルゼンチン本土の港湾とフォークランド諸島の中間になる海上排除区域の北方の哨戒水域を担当した。

#### アルゼンチン軍の迎撃体制

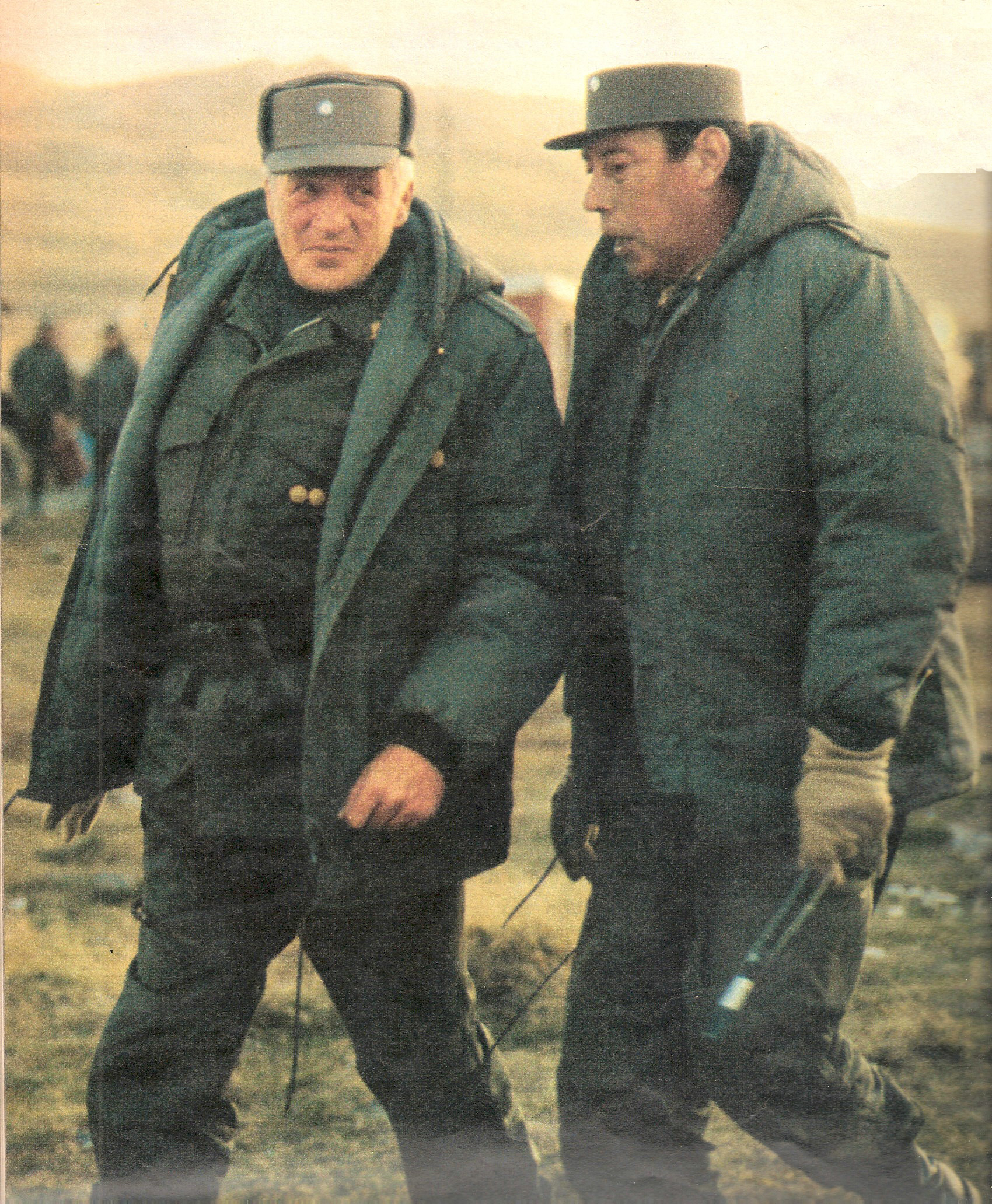
フォークランド（マルビナス）諸島を訪問したガルチェリ（1982年4月22日）

一方、フォークランド諸島ではアルゼンチン軍による防衛準備が進められ、歩兵部隊、装甲車両、レーダー設備、野砲や対空機関砲、対空ミサイル発射機などの兵力が輸送艦、輸送機により運び込まれた。4月12日以降のイギリス海軍の海上封鎖から大規模な揚陸はできなくなったものの、輸送機による空輸や小規模な海上輸送は続けられ、同島のアルゼンチン軍守備隊の総兵力は9000名を超えた。さらに制圧したスタンリー、グース・グリーン、ペブル島の各飛行場にアルゼンチン空軍第1、第3グループと海軍の第1・第4航空隊の軍用機約30機や陸軍の輸送ヘリ部隊が配備され、戦力の増強が図られた。軍用機はプカラ攻撃機、イタリアのアレーニア・アエルマッキ社製の軽攻撃機MB-339・MB-326、アメリカのビーチエアクラフト社製のT-34Cターボメンター軽攻撃機等で編成された。
また、アルゼンチン本国では空海軍の航空隊がフォークランド諸島に近いリオ・グランデ、リオ・ガジェゴス、サン・フリアン、トレリューなどの南部の基地に展開し、イギリス海軍への要撃準備が進められた。更に当時アルゼンチン海軍がフランスのダッソー社から購入したばかりのシュペルエタンダール攻撃機に、同じくフランスのMBDA社から購入した空対艦ミサイルエグゾセAM39が5発搭載された。

### サウスジョージア島奪還 (4月18日－25日)
アルゼンチン軍は、4月3日のサウスジョージア島占領ののち、駐屯軍として海兵隊員55名をグリトビケンとリースに配置した。また廃材回収業者39名が引き続きリースに残っていた。しかし同地は地理的に隔絶しており、特にイギリス軍潜水艦の哨戒下ではアルゼンチン海軍による支援を受けることも困難で、守るに難しい状況であった。このため、イギリス軍としては、まず同地を奪還することで、来るべきフォークランド諸島奪還へと弾みをつける心算であった。

#### 第317.9任務群の編成と事前偵察
4月7日にはサウスジョージア島奪回のための部隊として、フリゲート「プリマス」と駆逐艦「アントリム」およびタイド型給油艦「タイドスプリング」によって第317.9任務群が編成され、のちにサウスジョージア島近海で氷海警備船「エンデュアランス」が合流、更に4月24日にフリゲート「ブリリアント」が合流した。上陸部隊は第42コマンドーのM中隊が割り当てられ、後に陸軍特殊空挺部隊（SAS）のD中隊と海兵隊特殊舟艇部隊（SBS）の1個分隊も追加された。作戦は「パラケット作戦」（Operation Paraquet）と名付けられたが、作戦参加者は、わざと文字を1字だけ変えて「パラコート（Paraquat）作戦」と呼んだ。これらの任務群を掩護するため、4月20日から25日の間、サウスジョージア島からアルゼンチン本土の沿岸までを、空軍のニムロッド哨戒機が哨戒したほか、原子力潜水艦「コンカラー」もサウスジョージア島沖を哨戒していた。
本隊の上陸に先立ち、まずSASがリースを、SBSがグリトビケンを偵察することになっていた。4月21日12時、リースを偵察するSAS分隊は、周囲の忠告を押し切って「アントリム」と「タイドスプリング」の艦載ヘリコプターによってフォーチュナ氷河に降下したが、おそるべき悪天と氷河の状態のために5時間弱をかけて500メートルしか進めず、4月22日10時に救出を要請した。ホワイトアウトの状態が続き、まず隊員の発見に難渋した上に、救出作業中に2機が墜落してしまった。幸い死者も重傷者もなく、残る1機は一度艦に戻って隊員を降ろしたのち、残されていた隊員と乗員を救出しようとしたが天候不良で二度も引き返し、三度目の挑戦でようやく救助に成功、1トン以上の過荷重状態で無事帰還した。またSBSのグリトビケン偵察も、強力な向かい風と、吹き寄せられた氷山によって阻まれ、失敗した。
4月23日には、SASの偵察隊員が、今度はボートによってストロームネス湾に潜入しようとしたが、極寒の環境で船外機がうまく動かず、5隻中目標に達したのは3隻のみで、1隻は外海に吹き出されてしまったところをヘリコプターで救出され、もう1隻は別の場所に吹き寄せられたのち3日後に救出された。しかし残る隊員は偵察活動を完遂した。

#### グリトビケンとリースの奪還
アルゼンチン海軍最高司令官アナヤ大将は、サウスジョージア島について、将来は科学観測基地を設けてアルゼンチンの実効支配を示そうと考えていた。その後、イギリス艦艇がこの島に近付いているという情報が入ると、一度はこの島をあきらめ、部下には無抵抗で降伏するよう命じた。しかしその後考えを変えて、潜水艦「サンタ・フェ」によって、増援として約40名の海兵隊員を送り込むことにした。同艦は、4月21日にマル・デル・プラタ海軍基地を出発し、24日深夜にカンバーランド湾の入り口に到着し、25日の2時頃から約2時間をかけて、海兵隊員と補給物資をグリトビケンに揚陸した。しかし帰路、カンバーランド湾内で第317.9任務群のヘリコプターに攻撃されて行動不能になり、グリトビケンに戻って、キング・エドワード崎に乗り上げた。
第317.9任務群では、この勢いに乗じるべきであると衆議一致した。この時点で、上陸部隊主力が乗艦する給油艦「タイドスプリング」は潜水艦脅威を避けて退避しており、上陸作戦は、駆逐艦・フリゲートに乗艦しているM中隊の指揮班と迫撃砲兵、そしてSASとSBSの特殊作戦部隊のみで行うことになった。まず13時より、「アントリム」と「プリマス」によってグリトビケンへの上陸準備射撃が開始され、続いて13時30分より寄せ集め部隊79名のヘリボーン展開が開始された。実のところ、艦砲射撃が始まるとすぐにアルゼンチン軍は白旗を揚げており、16時5分には接近した地上部隊がこれを確認し、16時30分にはイギリス国旗とイギリス海軍旗が掲揚された。この戦闘で両軍に死者・負傷者はでなかった。
引き続きリース奪還のため、17時15分、SASとSBSの隊員が「プリマス」と「エンデュアランス」に乗艦してリースのあるストロームネス湾へ派遣された。「エンデュアランス」艦長は無線で降伏を説得したところ、リースのアルゼンチン軍指揮官は、当初は「民間人は投降するが海兵隊員は戦う」と返答していたものの、21時45分には「決心を変え海兵隊員も降伏を準備している、イギリス軍指揮官は明日リースのサッカー場へヘリコプターで飛来して欲しい、そこで降伏の指示を受ける」と返答を変えた。イギリス側はいったんそれを認めたが、明朝、予定を変更して、武装解除したのち、上陸していたSAS・SBSの隊員のところに出頭するように命じた。その後、アルゼンチン側が夜のうちにサッカー場などに地雷を敷設していたことが判明し、イギリス側の判断の正しさが裏付けられた。

## 航空・海上優勢を巡る戦闘

### TEZの設定とスタンリー飛行場攻撃 (5月1日)

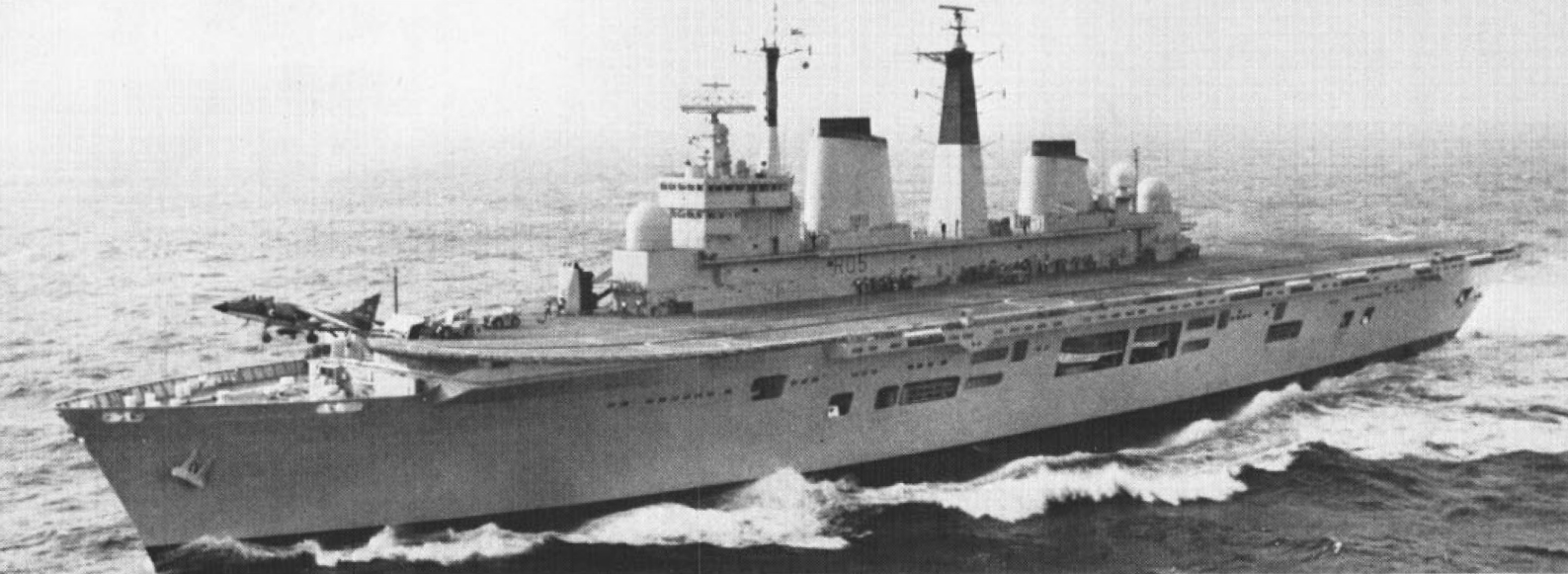
軽空母「インヴィンシブル」（1981年撮影）。1980年に就役したばかりの当艦は、フォークランド紛争においてシーハリアーを搭載して活躍し、その有効性を証明した。

4月12日より原子力潜水艦による海上封鎖が開始され、フォークランド諸島周辺にMEZが設定されていたが、空母戦闘群の到着に伴って、4月28日には、2日後の4月30日をもって、MEZをアルゼンチン航空機をも対象とする完全排除水域（TEZ）に強化することを宣言した。
紛争勃発時点で海軍が保有していたシーハリアー艦上戦闘機は31機だけで、しかも2機が未引き渡しであった。艦隊の派遣にあたって、20機を機動部隊に配属して、8機を予備、4機を訓練・機材試験用に保持することとなり、第899飛行隊の保有機は第800・801飛行隊に分割されて配属され、下記のように配分された。
- ハーミーズ - 第800飛行隊：12機
- インヴィンシブル - 第801飛行隊：8機

「ハーミーズ」のほうが大型であることから多くの機体を搭載しており、後に空軍のハリアーが派遣された際も同艦に搭載された。
5月1日早暁、空軍のバルカン戦略爆撃機による爆撃の直後より、「ハーミーズ」の第800飛行隊のシーハリアーによる攻撃が行われた。「インヴィンシブル」は小型で搭載機数が少ない一方でレーダーが近代的であったことから防空艦に指定され、同艦の第801飛行隊は艦隊防空のための戦闘空中哨戒を担当した。攻撃を終えたシーハリアーを収容すると空母戦闘群は離脱していったが、駆逐艦「グラモーガン」、フリゲート「アロー」および「アラクリティ」は分派されて、ポート・スタンリー周辺のアルゼンチン軍守備隊に対し艦砲射撃を行なった。3隻は13時25分に射撃を終了し、離脱中にアルゼンチン空軍のダガー攻撃機3機による爆撃を受け、「アロー」の乗員1名が腕に負傷し、3隻とも軽度の損傷を受けたものの、重大な損害はなかった。
一方、空戦が本格化したのは午後遅くからであった。まず戦闘空中哨戒（CAP）中のシーハリアー2機がアルゼンチン空軍のミラージュIIIEA戦闘機2機と交戦し、ミラージュ1機が撃墜され（パイロットは脱出）、中破した1機もスタンリー飛行場に不時着しようとしたところを味方の対空砲に誤射されて撃墜された（パイロットは戦死）。またその数分後には、アルゼンチン空軍のダガー攻撃機2機がシーハリアー2機と交戦し、ダガー1機が撃墜された。その更に数分後には、アルゼンチン空軍のキャンベラ爆撃機3機がシーハリアー2機と交戦し、キャンベラ1機が撃墜された。これらの撃墜はいずれもサイドワインダー空対空ミサイルによるものであった。

### 第79任務部隊の攻撃の試みと挫折 (4月30日－5月2日)
4月5日より、アルゼンチン海軍はイギリス海軍との決戦に備えて大規模な艦隊の再編成を行い、主要な戦闘艦艇および補助艦艇は第79任務部隊として再編された。4月30日、この任務部隊は、下記の3つの任務群に分割されてそれぞれの作戦海域に配備された。
- 第79.1任務群 - 航空母艦「ベインティシンコ・デ・マヨ」および駆逐艦4隻
- 第79.3任務群 - 巡洋艦「ヘネラル・ベルグラーノ」、駆逐艦2隻および給油船
- 第79.4任務群 - コルベット3隻

第79任務部隊指揮官アララ准将は「ベインティシンコ・デ・マヨ」に乗艦しており、5月1日、同艦搭載のトラッカー哨戒機がイギリス空母戦闘群を発見したことで、同日23時7分(UTC)、攻撃作戦の開始を命じていた。作戦では、第79.1任務群と第79.3任務群によってイギリス空母戦闘群を挟撃することになっていた。しかし5月2日1時(UTC)以降、風はどんどん弱くなっており、元々機関の不調に悩まされ、航空機の運用に必要なだけの速力を発揮するのが困難だった「ベインティシンコ・デ・マヨ」の航空艤装では、スカイホーク攻撃機を発艦させることは困難になっていた。また同日3時30分(UTC)、イギリスのシーハリアー艦上戦闘機が飛来し、アララ准将は、自らの位置が曝露したものと信ずるに至った。4時45分(UTC)、アララ准将は作戦の続行を断念し、各任務群は、イギリスの潜水艦を避けるため、浅海域に戻ることになった。
一方のイギリス軍は実際には第79.1任務群の位置を把握していなかったが、第79.3任務群は、5月1日14時(UTC)以降、原子力潜水艦「コンカラー」によって追尾されていた。同群はTEZに入らず、その外縁部を沿うように進んでいた。すなわち、この時「ヘネラル・ベルグラーノ」はTEZの外にあったのである。一方でこの巡洋艦は元々ブルックリン級軽巡洋艦「フェニックス」として第二次大戦前の1938年にアメリカ海軍で就役した旧式艦であり、いかに旧式艦とはいえ強力な艦砲と装甲を備えていたため、通常の水上戦闘艦の4.5インチ砲やエグゾセ艦対艦ミサイルでは対抗できず、対処には潜水艦の長魚雷かシーハリアーの1,000ポンド爆弾が必要となるので、もし針路を変更してTEZに突入してきた場合、重大な脅威となることが予想された。このため、イギリス軍にとって、これを攻撃するべきか否かは懸案事項となり、最終的にサッチャー首相の認可を受けて交戦規定（ROE）が変更され、攻撃が認可された。
「コンカラー」の通信装置の不調のために命令文の受領には時間がかかったが、5月2日17時10分(UTC)までに攻撃する意思を示す電報を送信し、18時13分(UTC)、「コンカラー」は戦闘配置についた。第79.3任務群は同艦の存在に気付いていなかったものの、緩やかに蛇行しながら前進していた。18時57分(UTC)までに、理想的な位置である「ヘネラル・ベルグラーノ」の左艦首1,400 ヤードに占位し、「コンカラー」は、Mk8魚雷3発を斉射した。このうち2発が艦首と左舷後部に命中し、左舷後部への被弾が致命傷となって「ヘネラル・ベルグラーノ」は撃沈された。魚雷命中から20分後に「へネラル・ベルグラーノ」のボンソ艦長は総員退去命令を出したが、荒天のために救助活動は難航し、850名が救助されたものの、321名が戦死した。また、「ヘネラル・ベルグラーノ」に乗り込んでいた民間人2名がこの攻撃に巻き込まれて死亡している。
第79任務部隊が大陸棚の浅海に戻って以降、紛争が終わるまでの間、アルゼンチン海軍の水上戦闘艦は現存艦隊主義に徹し、二度と出撃してくることはなかった。「ベインティシンコ・デ・マヨ」の艦載機は搭載解除され、ほぼすべての航空機は陸上基地に配置され航空作戦全般に参加することになった。

### イギリス駆逐艦「シェフィールド」の沈没 (5月4日)

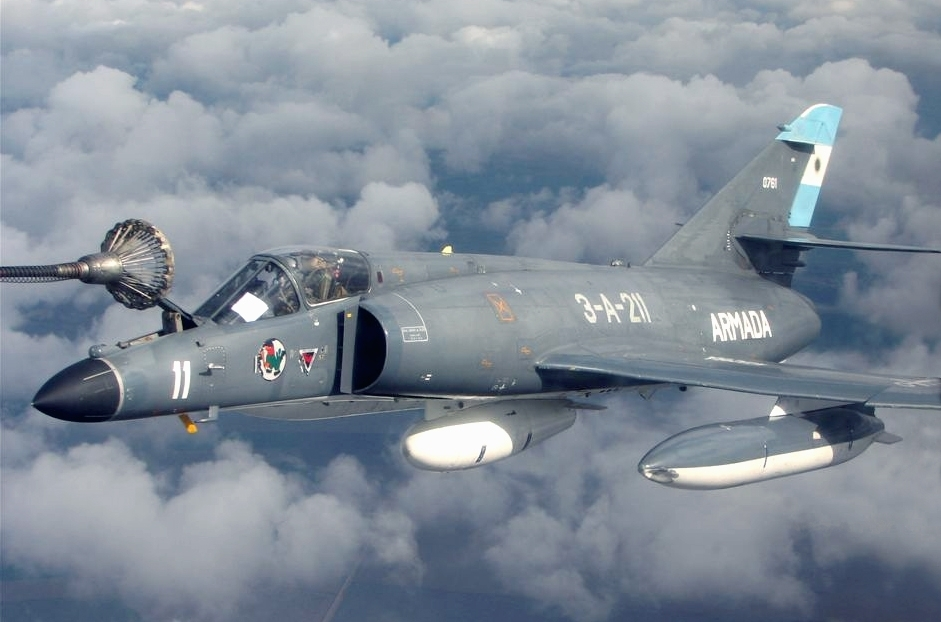
空中給油中のシュペルエタンダール（アルゼンチン海軍所属機）。フォークランド紛争においてはエグゾセ空対艦ミサイルを搭載してイギリス海軍艦艇に損害を与え、エグゾセミサイルと共に世界にその名を知らしめた。

5月4日11時15分(UTC)、アルゼンチン軍のP-2哨戒機が1隻の駆逐艦のレーダー波を逆探知し、「ハーミーズ」がフォークランド諸島の東方にいると考えられたことから、30分以内にエグゾセAM39空対艦ミサイルを1発ずつ搭載したシュペルエタンダール攻撃機2機がリオ・グランデ基地を発進した。14時(UTC)、この編隊は3隻の42型駆逐艦を発見した。
このとき発見された駆逐艦は、主隊の西18海里で防空任務にあたっていた「グラスゴー」「コヴェントリー」「シェフィールド」であった。5月1日のスタンリー飛行場攻撃作戦の際にアルゼンチン空軍が大きな損害を出したことから、反撃を予想して、「グラスゴー」の艦長は日中のSCOT衛星通信装置の使用を禁止するなど警戒を強めていた。13時56分(UTC)、「グラスゴー」の電波探知装置は、シュペルエタンダールの機上レーダによる掃引（レーダー波）を探知し、ただちに僚艦に急報した。しかしシュペルエタンダール（エグゾセ搭載可能）とミラージュIII（エグゾセ搭載不能、通常爆弾のみ）の機上レーダの信号パターンはよく似ており、5月1日には取り違えによる誤警報も何回かあったことから、「シェフィールド」や「インヴィンシブル」の対空戦調整室では、今回もミラージュIIIであろうと判断していた。また「シェフィールド」はSCOT衛星通信装置を作動させていたため、自身の電波探知装置は使えなくなっていた。
13時58分(UTC)、「グラスゴー」は目標を再探知し、14時(UTC)に対空戦闘配置を下令、チャフを発射した。このためにシュペルエタンダールは右に逸れて、「シェフィールド」を捕捉することになった。シュペルエタンダールは計2発のエグゾセAM39ミサイルを発射したが、うち1発は海面に突入した。残り1発のミサイルは順調に飛行を続け、14時3分(UTC)、「シェフィールド」に命中した。命中の15秒前、艦橋の当直士官が2つの煙を視認したが、最後までエグゾセAM39ミサイルの飛来は理解されず、ソフトキル・ハードキルのいずれも試みられることはなかった。弾頭は爆発しなかったものの、固体燃料ロケットの燃焼によって大火災が生じ、電源の喪失や消防ポンプの機能喪失によって消火活動の遂行も困難となり、シーダート艦対空ミサイルの弾薬庫に誘爆の恐れが生じたことから、21時(UTC)、総員退去が下令された。乗員260名中、死者・行方不明者20名、負傷者24名であった。その後「シェフィールド」の火災は2日後に鎮火し、アセンション島への曳航が行われたが、途上で荒天に遭遇して浸水が拡大し、5月10日に沈没した。

### ブラックバック作戦 (5月1日－6月12日)

第一次作戦において、バルカン爆撃機は攻撃に際し、往路7回、帰路1回の給油を行う計画であった。実際には、爆撃本務機が故障したため、予備任務機が爆撃を実施している。

イギリス空軍は、任務部隊にハリアーやヘリコプターを提供するとともに、長い航続力を持つ固定翼機をアセンション島に進出させ、掩護や哨戒を行なっていた。このとき展開した航空機には、アブロ バルカン戦略爆撃機4機が含まれていた。NATOの作戦では空中給油の必要がほとんどなかったため、バルカン戦略爆撃機は空中給油装置を取り外していたが、この事態を受けて、直ちに再装備していた。
5月1日の第1次ブラック・バック作戦で、この空中給油装置が活かされることになった。バルカン戦略爆撃機はハンドレページ ヴィクター空中給油機と共にアセンション島を発進した後、ヴィクター空中給油機による空中給油を重ね、16時間をかけてスタンリー飛行場上空に進出して飛行場に爆撃を実施した。この爆撃では21発の爆弾が投下され、うち1発が滑走路に命中してクレーターを作ったほか、空港施設や駐機していた航空機にも損害を与えた。
この5月1日の爆撃作戦は、直接的な戦果は乏しかったものの、アルゼンチン軍の意思決定に多大な影響を与えたという点で意義が大きかった。バルカン戦略爆撃機によるアルゼンチン本土攻撃の可能性がにわかに注目されることとなり、この時を境に、アルゼンチン本土の脅威がアルゼンチンの計画における主題の1つとなった。これによって、アルゼンチン空軍の最有力の戦闘機であるミラージュIIIEAは本土防空のために拘置されることになり、ミラージュIIIEAとシーハリアーの本格的な空中戦は5月1日の戦闘が最初で最後の機会となったのであった。
またウッドワード提督は、シーハリアーの機数と攻撃能力の不足から、引き続きバルカン戦略爆撃機による爆撃を要望していた。「ヘネラル・ベルグラーノ」などの撃沈に対する反撃として、スタンリー飛行場にシュペルエタンダールを展開するのではないかという懸念もあり、飛行場に対する攻撃を継続することになった。

## フォークランド諸島奪還

### 前段作戦
「シェフィールド」の沈没以降、ウッドワード提督は、最終的上陸のための条件作りに努めており、自己の裁量の範囲内で上陸作戦に不可欠なフォークランド諸島内の偵察および排除水域の実効性の確保を行った。
5月9日には、イギリス空母戦闘群の捜索にあたっていたアルゼンチン海軍の情報収集船「ナルワル」 (ARA Narwal) が排除された。まずシーハリアーが機銃掃射したのちに8名のSBS隊員がヘリコプターからファストロープ降下して突入し、機銃掃射により死亡していた船長を除いて、情報士官を含む11名の生存者全員を捕虜にした。
5月10日には、フォークランド水道内の機雷の敷設状況を確認するため「アラクリティ」「アロー」が分派された。機雷は敷設されていないことが確認されたほか、この通峡の途中、「アラクリティ」はアルゼンチンの輸送艦Isla De Los Estadosをレーダーで捉え、艦砲射撃によって撃沈した。またこの他、夜間に継続して艦砲射撃、爆撃、照明弾射撃を行うことで、アルゼンチン軍守備隊の睡眠妨害を試みていた。

### サン・カルロス上陸 (5月10日－5月21日)

#### イギリス軍の上陸準備
4月30日より、SAS・SBSの計10チームがフォークランド諸島各所に潜入し、上陸候補地点の地理的情報の収集にあたっていた。また第3コマンドー旅団参謀のサウスビー=テルユア少佐は、以前にフォークランド海兵隊分遣隊の隊長だったとき、余暇を利用して海岸線をくまなくヨットで調査してレポートを作成しており、大いに参考になった。
5月10日、これらの情報を踏まえて、上陸地点はサン・カルロスと決定された。同日、第317任務部隊指揮官フィールドハウス大将は、その上陸部隊である第317.1任務群指揮官トンプソン准将（第3コマンドー旅団長）に対し、フォークランドへの上陸を準備するよう指示した。そして5月12日、隷下部隊に対し、「作戦命令3/82」として、水陸両用作戦である「サットン作戦」を発令した。
なお第317.1任務群は第3コマンドー旅団から編成されていたが、同旅団のみでは兵力に不安があるとして、陸軍の第5歩兵旅団（旅団長：ウィルソン准将）から第2・3空挺大隊が抽出されて増援されていたほか、5月3日には旅団そのものが派遣されることになっていた。これら2個旅団を統一指揮する組織としてフォークランド諸島陸上軍（LFFI）が設けられ、その指揮官としてはムーア海兵隊少将が任命されて、指揮権は5月20日に発動された。サットン作戦においては、ムーア少将と第5歩兵旅団の到着前に、第3コマンドー旅団によって橋頭堡を確保し、ここに第5歩兵旅団を投入して戦果を拡大することとなっていた。
シーハリアーは空中戦での損害はなかったものの、5月4日にグースグリーンを攻撃中の機体が対空砲火で撃墜され、また6日にはレーダーコンタクトの捜索に向かった2機が消息を絶って、一挙に17機に減勢してしまった。しかし5月18日には、シーハリアーFRS.1の予備機による第809飛行隊と、空軍のハリアーGR.3攻撃機による第1飛行隊が到着した。「ハーミーズ」には、6機のハリアーGR.3と4機のシーハリアーFRS.1が追加されて計21機となり、「インヴィンシブル」には4機のシーハリアーFRS.1が追加搭載されて計10機となり、空母戦闘群としての艦上戦闘機・攻撃機は31機に増勢した。これによって、近接航空支援・航空阻止はハリアーGR.3の担当となり、シーハリアーFRS.1はCAPに注力できるようになった。

#### ペブル島襲撃
アルゼンチン海軍は、4月24日に、西フォークランド島のすぐ北にあるペブル島の飛行場にT-34C軽攻撃機4機を配置していた。また空軍も、5月1日のシーハリアーの攻撃を受けて、グースグリーンに配置していたプカラ攻撃機12機を同地に移動させていた。
上陸地点がサン・カルロスに決したのち、イギリス軍にとって、同地から約40キロメートルしか離れていないペブル島に（貧弱なターボプロップの軽攻撃機とはいえ）敵機が存在することは看過できない問題となった。5月10日の作戦会議で、ウッドワード少将は、SASに対してこの飛行場の攻撃を命じた。SASはまず偵察することを考えており、3週間はかかると考えていたが、ウッドワード少将は15日までに実行するよう求めたことから、SASはその夜のうちに偵察部隊を出発させた。
悪天のため、実際の偵察は13日から14日にかけてとなり、この結果を踏まえて、14・15日の夜に本隊が進入して航空機に爆弾を仕掛け、駆逐艦「グラモーガン」も艦砲射撃を行なった。これにより同島に配置されていた航空機は全て破壊され、燃料・弾薬も炎上し、以後この飛行場がアルゼンチン軍に使用されることはなかった。SASは2名が負傷しただけで、全員が帰還した。

#### イギリス軍の上陸開始
21日未明、上陸開始に先駆けて、まず「アントリム」の艦砲射撃とSBSの地上攻撃により、ファニング・ヘッドにいるアルゼンチン軍「鷲分遣隊」の監視哨が駆逐された。またこれと並行して、3時30分頃、上陸部隊本隊第1波として、海兵隊第40コマンドーと陸軍第2空挺大隊がLCUによって上陸を開始した。
鷲分遣隊の本隊はポート・サン・カルロスに所在しており、ファニング・ヘッドでの艦砲射撃の音は聞こえていたが、監視哨は通信を送る間もなく壊滅したため、具体的に何が起きているかを把握することはできなかった。夜明けを待って斥候を送り、8時10分頃、イギリス軍の揚陸作戦が実施されていることが判明した。分遣隊はこれらの情報を全てグース・グリーンの第12歩兵連隊へ無線で報告し、航空機による対地攻撃を要請したのち、東方へ離脱した。この間、誤って上空を飛行したイギリス軍のシーキングおよびガゼル・ヘリコプター各1機を撃墜、ガゼル1機に損害を与えた。この損害を受けて、イギリス第3空挺大隊は鷲分遣隊を掃討しようとしたが、そのために投入された中隊同士が同士討ちしてしまい、分遣隊の捕捉には失敗した。

### アルゼンチン航空戦力の反撃

#### 5月21日
5月4日の駆逐艦「シェフィールド」の被弾を受けて、エクゾセの脅威を避けるため、2隻のイギリス空母は後方へと配置された。仮に2隻の空母のいずれかを失った場合、イギリス軍の作戦全体が成り立たなくなることから、この措置はやむを得ないものではあったが、航空母艦を後方に配置したため、ハリアーの上陸区域における作戦時間が約30分まで低下していた。そして、水陸両用戦の部隊と共にサン・カルロス湾に入ったフリゲートに兵力の防衛を依存することとなった。
アルゼンチンの航空攻撃が予期されたため、艦艇は最高度の警戒状態を維持していた。この予想通り、5月21日 13時25分(UTC)より航空攻撃が開始され、実に45ソーティに及ぶ出撃が行われた。水陸両用艦艇の護衛のために7隻の艦艇がフォークランド水道およびサン・カルロス湾に入ったが、「アーデント」が沈没し、「プリマス」と「ヤーマス」の2隻を除く他のすべての艦が損害を受けた。
しかしこのようにイギリス軍に損害を与えつつも、アルゼンチン軍は大きな失敗を犯していた。すなわち、これらの護衛艦艇が攻撃の主目標とされ、荷を下ろしている船や、陸揚げされ野積みになっている武器、弾薬、資材等は見逃されていたのである。上陸部隊自身のレイピア地対空ミサイルの揚陸が遅れ、防空網が完成されていない時期であったことから、第3コマンドー旅団にとっては幸運だった。またアルゼンチン軍機の損害も少なくなく、10機（ダガー5機、A-4Q 3機、A-4C 2機）を失い、これ以外のアルゼンチン軍機も小火器により被害を受け、修理をせずに作戦を行うことは出来ない状態であった。

#### 5月23・25日
5月23日には、アルゼンチン軍のA-4攻撃機が「アーデント」と交代した21型フリゲート「アンテロープ」を攻撃し、500kg爆弾2発を命中させた。これは不発弾であったが信管除去作業中に爆発し、「アンテロープ」は翌24日に沈没した。
5月25日にはアルゼンチン空軍第5グループのA-4Bが42型駆逐艦「コヴェントリー」と22型フリゲート「ブロードソード」を攻撃し、「コヴェントリー」に爆弾3発を命中させ撃沈に成功した。
その直後アルゼンチン海軍第2航空隊のシュペルエタンダールがイギリス空母機動部隊を攻撃し、空対艦ミサイルエグゾセAM39の2発を発射した。イギリス海軍艦艇はエグゾセの探知には成功し、各艦艇のチャフロケットとデコイを搭載したリンクスヘリコプターによりエグゾセに対抗した。しかしチャフにより目標を逸れたエグゾセ1発がイギリス海軍に徴用されていたコンテナ船「アトランティック・コンベアー」に命中、同船は大破炎上して沈没した。
同船は航空機の輸送に用いられており、シーハリアーとハリアーは既に空母に移動して無事だったものの、ヘリコプター多数（チヌーク3機、ウェセックス6機、リンクス1機）が失われ、同日に予定されていたヘリボーン作戦は断念せざるを得なかった。特に空軍のチヌーク輸送ヘリコプター4機で編成された第18飛行隊は、撃沈前に発艦していた1機を除く3機と整備機材・予備品のほとんどを失い、地上部隊を落胆させた。被害を免れた1機 (Bravo November) は孤軍奮闘し、戦争終結まで弾薬や野砲の輸送、イギリス軍兵士やアルゼンチン捕虜の輸送などで活躍した。

#### 5月30日
5月30日午後にはアルゼンチン軍は最後の空対艦エグゾセAM39の1発を使ってイギリス機動艦隊への攻撃を敢行した。海軍第2航空隊のシュペルエタンダール攻撃機2機と空軍第4グループのA-4スカイホーク攻撃機4機で編成された攻撃隊はイギリス艦隊へ接近し、イギリス艦隊側はこれをレーダーに捕らえた。レーダーに捉えられたシュペルエタンダール攻撃機は全速で艦隊に接近するとレーダーでロックオンしてミサイルを発射後、2機とも退避。ミサイルに続く形で4機のスカイホーク攻撃機が突撃をかけた。このとき攻撃対象とされたのは実際には空母ハーミーズとインヴィンシブルではなく、艦砲射撃と特殊部隊上陸のために主力艦隊から離れて航行していた42型駆逐艦エクゼターと21型フリゲートアヴェンジャーだった。両艦は攻撃隊のレーダー探知後、チャフロケットを即座に発射し、対空砲火による防空を行った。飛来したエグゾセはこの際に空中で撃破された。さらにエクゼターは突撃してくるスカイホーク部隊に対してシーダート対空ミサイルによる迎撃を行い、2機を撃墜した。残った2機のスカイホークは両艦を爆弾で攻撃したが命中させることは出来なかった。
結局、この攻撃によるイギリス側の損害はなかったが、攻撃に参加したアルゼンチン側パイロットは空母にミサイルを命中させたと主張し、シュペルエタンダール攻撃機にはインヴィンシブルのキルマークが描かれた。アルゼンチン政府は新聞に煙を上げる空母の写真すら掲載して損害を与えたと主張したものの、明らかな合成写真であったため、イギリス政府から失笑を買ったという。

### グース・グリーンの戦い (5月27・28日)

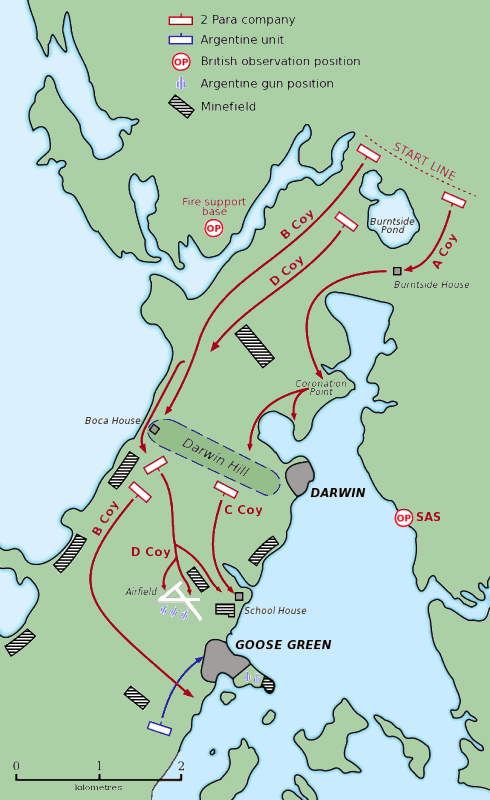
グース・グリーンの戦いの関係図

#### 双方の態勢
5月21日にイギリス軍がサン・カルロスに上陸して以降、アルゼンチン軍の抵抗は航空攻撃に限られていた。一方、イギリス軍の側は、上陸以降の作戦については事前の計画は乏しかったが、これらの情勢から、任務部隊司令部ではアルゼンチン軍の積極性について楽観的な見方が広がっていた。第3コマンドー旅団長トンプソン准将は、25日にはケント山からチャレンジャー山にかけての地域に大規模なヘリボーン作戦を行ってスタンリー攻略の地歩を固めることを企図していたが、同日の「アトランティック・コンベアー」の喪失によって多数のヘリコプターが失われ、この作戦は実行不能となった。
スタンリーに進出する前に、まずグース・グリーンとダーウィンに駐屯するアルゼンチン軍を攻撃する必要があった。トンプソン准将はもともと、グース・グリーンに対する（占領を前提としない）襲撃作戦を計画しており、22日には第2空挺大隊長ハーバート・ジョーンズ中佐に作戦立案を下令していたが、「アトランティック・コンベアー」の喪失を受けて、この作戦は第5歩兵旅団とヘリコプターの増援を待って行う方針としていた。しかし逆に、ロンドンの任務部隊司令部と政治家は、この喪失を補うためにも何らかの行動を示すべきであると考えるようになっていた。結局、26日にトンプソン准将が任務部隊司令部と衛星通信で直接話し合い、グース・グリーンへの攻撃とスタンリーへの進撃にむけた機動を始めるよう命令をうけた。
一方、アルゼンチン軍において、グース・グリーン防衛の主力部隊となっていたのは第12連隊であり、連隊長はイタロ・ピアッヒ中佐であった。連隊の兵士の半分以上は2月に徴兵されたばかりで訓練はほとんど完了しておらず、舶送される予定の重装備も到着しておらず、人員・装備ともに不十分な状態であった。部隊の抽出や配属があり、28日の時点でグース・グリーンに配備されていた部隊は総兵力1,007名、歩兵3個中隊を基幹として105mm榴弾砲3門、120mm重迫撃砲（状態不良）1門、81mm迫撃砲3門、35mm対空機関砲2門などを保有しており、メルセデス任務部隊と称された。

#### 第2空挺大隊の攻撃準備
イギリス側では、SASによる最初の偵察結果では士気薄弱な1個中隊程度と見積もられていたが、22日午後に第3空挺大隊がアルゼンチン軍の下士官を捕虜にするなど情報収集を進めた結果、26日には、ほぼ上記のような部隊の全容を把握していた。一方の第2空挺大隊は、上陸以降、橋頭堡の南側を防御するためサセックス山に布陣していたが、冷たい風と湿った土地、そして防水性に欠ける軍靴のために、塹壕足をはじめとする病気や負傷によって、既に兵力の約4％に相当する27名の兵士が後送されていた。
27日10時、BBCは全世界に対して「空挺大隊はまさにグース・グリーンとダーウィンを攻撃する準備ができている」と放送した。これを聞き、大隊長ジョーンズ中佐は激怒し、奇襲効果は失われたと信じた。また上記のようにアルゼンチン軍が当初予想よりも強力だったこともあり、第2空挺大隊固有の部隊に加えて、L118 105mm榴弾砲3門の配属を受けるとともに艦砲射撃の支援を受けることになった。一方、第12連隊長ピアッヒ中佐は、まさかBBCが自国軍の正確な情報を放送するとは思わず、欺瞞情報と考えたが、その他の予兆から、イギリス軍の攻撃が迫っていることは察知していた。
同日、第2空挺大隊はカミラ・クリーク・ハウスに移動し、15時よりジョーンズ中佐は命令を下達した。当初の作戦計画は、イギリス空挺部隊の練度を活かして夜間のうちに攻撃を完了するもので、6つの段階に分かれた複雑な計画であった。中佐のせっかちな性格のために急いで下達されたこともあり、中隊長以下、誰も命令を理解できなかった。また上記の通り、トンプソン准将はあくまで襲撃作戦として下令したが、ジョーンズ中佐はこれを拡大解釈し、占領作戦に変更していた。

#### 大隊長の攻撃と戦死
18時より、第2空挺大隊の各部隊は順次前進して攻撃位置に進入した。攻撃開始予定は28日2時であったが、艦砲射撃を担当するフリゲート「アロー」は昼間は別の任務を割り当てられており、4時30分には艦砲射撃を終了しなければならなかった。このため、大隊の攻撃開始前の22時から3時間に渡って射撃することで十分な地ならしをすることになったが、これにより、ジョーンズ中佐が企図した「始めは静かに接近」という要領は最初から挫折した。
イギリス側は、アルゼンチンの戦力はほぼ正確に見積もっていたが、その配置は把握しておらず、ジョーンズ中佐の込み入った作戦は、戦闘が開始されるとすぐに齟齬を来しはじめた。例えば最初に攻撃を開始したA中隊は、無抵抗のうちに当初目標を速やかに占領したあと、他の部隊の戦闘を横目にしばらく停止させられた。その後攻撃した次の目標もやはり無抵抗であったため、中隊長はそのまま更に次の目標に前進しようとしたが、ジョーンズ中佐は、A中隊を自ら確認したいとしてこれを却下した。そして中佐の到着を待つ1時間の間に夜は明け始めており、次の目標であるダーウィン丘において、A中隊は激烈な抵抗に遭遇した。またこれとほぼ同時刻、B中隊も、その西側において、50口径機銃などの強力な火力を備えた陣地に遭遇し、前進を阻止された。
A・B中隊の攻撃が頓挫しているのをみて、7時30分頃、D中隊は主防衛線を迂回して助攻を行うことを、またC中隊は機関銃により火力支援を行うことを、それぞれ上申したが、ジョーンズ中佐はいずれも却下し、無線を混乱させるなと叱責した。またこの他にも、支援中隊長や砲兵指揮官からも多数の有益な示唆が提案されたが、中佐はこれらを全て拒絶し、8時30分頃よりA中隊と合流して、同中隊のみで攻撃を継続させた。しかしそれでも攻撃は停滞しており、焦った中佐は手近な人員を集めて、自ら陣頭にたって突撃した。この突撃に参加した人員は20名程度に過ぎず、また将校や無線手が多かったこともあって、たちまち阻止された。ひとりジョーンズ中佐のみ前進できたが、結局9時30分時頃に戦死した。しかし突撃隊員が、中佐を狙撃した塹壕を66mmロケット弾で撃破することに成功すると、その破壊力を恐れた周囲の塹壕が降伏し、勝利をもたらした。

### スタンリー攻撃準備

#### ケント山の戦い
ケント山は、スタンリーを見下ろす位置にあるにもかかわらず、アルゼンチン軍は同地に有力な部隊を配備できずにいた。5月24日のSASの偵察によってイギリス軍もこのことを知り、ただちにここに大兵力を投入しようとしたが、25日の航空攻撃によってヘリコプターが多数失われたために断念され、SASのD中隊のみが山頂を固めた。
29日には海兵隊第42コマンドーがこれを増強する予定だったが、悪天候のために順延された。その直後より、アルゼンチン軍コマンド部隊による攻撃が開始された。アルゼンチン第602特殊作戦中隊第3突撃分隊はケント山の左斜面に降着し、ただちに激しい近接戦闘が展開された。彼らは吹雪に紛れてSASの防衛線に浸透し、SASは後退も検討したが、同地の重要性を鑑み、トンプソン准将はぜひとも同地を保持するよう命じた。
30日の夜明けにはSASが優勢となっており、またアルゼンチン軍の第2突撃分隊が来る兆候がないことから、第3突撃分隊は攻撃を断念して後退した。第2突撃分隊が乗ったヘリコプターは悪天候のために同地に到達できず、離れたところに降着したのち徒歩行軍で同地に向かったため、結局、第3突撃分隊の戦闘に間に合わず、30日夜に戦闘を開始することになった。またこの戦闘中、やっとイギリス海兵隊第42コマンドーが同地に到着し、イギリス側の優位が確立されたことから、同分隊も戦闘継続を断念して後退した。

#### フィッツロイ占領
フォークランド諸島地上軍（LFFI）司令官のムーア少将は、5月29日に揚陸艦「フィアレス」へ移乗して司令部を開設、30日より全面的な指揮を開始した。
ケント山の占領成功を受けて、イギリス軍地上部隊はそちらに向けて兵力の集中を図ったが、ヘリコプターの不足と酷寒の気候、湿った土地のために、その行軍は困難なものとなった。ちょうどこの頃、本国から増援されてきた第5歩兵旅団がフォークランド諸島に到着し、ヘリコプターはその揚陸のために使われていた。第3コマンドー旅団の各隊は、しばしば地元住民がトラクターで支援してくれたとはいえ、基本的には徒歩行軍により前進せざるをえなかった。
第2空挺大隊は、グース・グリーンを占領したのち、まず6月2日にはその東北東25キロメートルの入植地を攻撃し、同地が無人であったため容易に占領した。ここでフィッツロイの入植地住民との電話連絡に成功し、同地にもアルゼンチン軍が駐屯していないことを知ると、同日午後のうちに、イギリス軍唯一のチヌークを乗っ取って、同地への進出に成功した。この大胆な前進により、来るべきスタンリー攻撃作戦の際の右翼の援護が確保された。しかし悪天候のためにアルゼンチン軍はこの動きを察知できず、大隊は攻撃を受けずに済んだとはいえ、敵中に深く突出し、補給線からも切り離された脆弱な状態となった。

#### 第5歩兵旅団の海上輸送
第2空挺大隊を援護するためにも迅速な前進が望まれたことから、6月3日、ムーア少将は、第5歩兵旅団を海上輸送によってフィッツロイに前進させることを決心した。しかしフィッツロイには揚陸可能な砂浜が乏しく、また本国のフィールドハウス大将が損害に神経質になっていたこともあり、計画は度々変更されて、実施部隊を憤激させた。まず5日から6日の夜間に「イントレピッド」を用いて第1回の海上輸送が行われた。多くの困難が経験されたとはいえ、スコットランド近衛大隊は、無事にフィッツロイ対岸のブラフ・コーヴに到着した。しかしこのとき、同大隊と交代した第2空挺大隊が、フィッツロイに移動するために、同大隊が乗ってきた舟艇を勝手に借用したことで、後の海上輸送に大きな障害が生じた。
続いて6日から7日の夜間に、「イントレピッド」と「サー・トリストラム」を用いて第2回の海上輸送が行われた。しかしこの輸送の際に現地での荷役に使う予定だった舟艇が第2空挺大隊に借用されて所在不明となっていたため、「イントレピッド」に乗艦してきたウェールズ近衛大隊などの部隊を全て上陸させることができなかった。この部隊を輸送するため、7日夜、「サー・ガラハド」を用いて第3回の輸送が行われた。しかしこの時、フィッツロイではまだ「サー・トリストラム」による擱座揚陸の途中であり、「サー・ガラハド」が着岸する余地はなかった。またウェールズ近衛大隊は、本隊がいるブラフ・コーヴまで乗船するつもりでおり、航空攻撃を警戒して下船を勧告にきた海兵隊のサウスビー＝テルユア少佐の助言を無視した。

#### アルゼンチンの航空攻撃
イギリス軍は、航空母艦を後方に配したことによる哨戒時間短縮を補うため、サン・カルロスにアルミニウム板をしきつめた長さ850フィート（約260 メートル）の滑走路を完成させて、6月2日より運用を開始した。これによってハリアー・シーハリアーのCAP時間が大幅に延長されることになった。
6月4日には、ケント山に対し、ダガー6機とプカラ4機による航空攻撃が行われた。いずれも、イギリス軍には全く損害を与えなかったが、部隊の防空体制の不十分さが浮き彫りとなった。
そして6月6日にはイギリス側が海上輸送を行っていることも察知しており、8日11時15分、アルゼンチン軍の観測所よりイギリス輸送船のフィッツロイ入港が報告された。12時50分、空軍のA-4Q 5機が攻撃をかけ、「サー・ガラハド」は大破して48名戦死、「サー・トリストラム」も中破して2名戦死を生じた。また、ダガー攻撃機部隊の投下した500kg爆弾4発がフォークランド海峡にいたフリゲート艦「プリマス」を直撃した。しかしいずれも不発で「プリマス」は対潜爆雷が炎上し火災が発生したが沈没は免れた。
これは、この戦争におけるアルゼンチン空軍の最後の大戦果であったが、結果として、イギリス軍のスタンリー進攻を約2日遅らせただけであった。なおこの際にアルゼンチン軍機3機がシーハリアーに撃墜された。また6月8日11時には、エンジンが故障したハリアーが上記の滑走路へクラッシュ・ランディングを行い、アルミニウム板の多くを吹き飛ばしてしまったため、この日いっぱいこの臨時滑走路が使えなくなった

### スタンリー外郭防衛線への攻撃 (6月11・12日)

スタンリー外郭防衛線の戦いの関係図。

スタンリーの西側には、北からロングドン山、ハリエット山、ツー・シスターズ山という3つの山が連なっており、アルゼンチン軍の外郭防衛線となっていた。このため、イギリス軍はまずこれらの攻略を志向することになった。

#### 双方の態勢

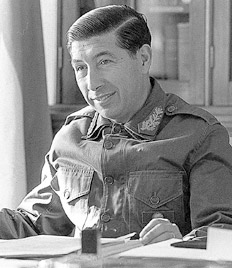
マルビナス諸島総軍司令官マリオ・メネンデス

アルゼンチン軍は6月8日の航空攻撃の戦果を過大評価しており、500～900名の戦死者を出したものと評価された。これを受けてアルゼンチン本国は高揚し、さっそくマルビナス諸島総軍司令官メネンデス少将に対してフィッツロイの攻撃を要求したが、メネンデス少将は、部隊の機動力の欠如と航空・海上優勢の喪失、そしてイギリス軍の攻撃が先行するであろうことから不可能であると結論し、本国からの支援を求めるため参謀長ダエル少将をブエノスアイレスに派遣した。しかしガルチェリ大統領は、既にマルビナス諸島にはイギリス軍を撃退できるだけの十分な兵力を配しているとして、死守命令を下した。
6月7日には第3コマンドー旅団はケント山の斜面に移動しており、11日には、イギリスの地上部隊は攻撃開始の準備ができていた。双方の地上戦力はほぼ同程度であったが、アルゼンチン側は航空優勢は「ほぼ」、海上優勢は「完全に」失った状態であった。またアルゼンチン側は防衛側であり数週間前から陣地を準備できるという強みはあったが、イギリスがスタンリーに直接上陸してくると想定していたため、防御方向は海側（西側）を指向していた。5月26日には、アルゼンチン軍も、イギリス軍がサン・カルロスから陸路進撃してくる公算が高いことを認識したものの、依然として、イギリス軍が再度、今度はスタンリーに近いところに上陸作戦を行う可能性が高いと考えていたため、サン・カルロスからの進攻に対応できるよう南側に部隊を再配置することはなかった。
イギリス軍においては、第2空挺大隊とウェールズ近衛大隊が第5旅団から第3コマンドー旅団の指揮下に移されて、体制が強化された。第5旅団長ウィルソン准将はこの措置について、海兵隊員であるムーア少将が海兵隊を贔屓したのではないかと考えたが、これは6月8日の航空攻撃で第5歩兵旅団が損害をうけたことと、そしてムーア少将がウィルソン准将の能力に疑問を抱いたためであった。ロンドンの任務部隊司令部はもともとウィルソン准将の能力を不安視しており、ムーア少将は最初はこれに同意していなかったが、この時点では、トンプソン准将であれば3個大隊の戦闘を指揮できるのに対し、ウィルソン准将は2個以上の大隊の戦闘を指揮すべきでないと考えていた。

#### ロングドン山の戦い
6月11日19時59分より、スタンリー西側の外郭防衛線に対する艦砲射撃が開始された。「アロー」「ヤーマス」「アヴェンジャー」「グラモーガン」が合計788発を射撃し、この戦争での最大の艦砲射撃となった。ロングドン山において、イギリス陸軍第3空挺大隊は既に前進を開始しており、20時16分に攻撃開始線を通過した。しばらくはイギリス軍が前進するのみで動きがなかったが、21時30分頃に一人の伍長が地雷を踏んで片足を吹き飛ばされたのを切っ掛けに、アルゼンチン軍が射撃を開始した。イギリス軍は砲兵支援を要請したが、陣地に対しては限られた効果しか発揮できなかった。
同山に配備されていたアルゼンチン軍部隊は、第7歩兵連隊B中隊（中隊長カルロス・カリソ＝サルバドレス少佐）を基幹とする約220名程度であり、陣地の位置も作りも悪く、鉄条網も土嚢もなく、地雷敷設も適切でなかったが、同山はもともと天然の要害であり、イギリス軍は攻略に難渋した。特に暗視装置を備えた狙撃兵および50口径の重機関銃に対して苦戦を強いられ、手榴弾と銃剣による近接戦闘、また対戦車兵器も投入して、犠牲を出しつつ陣地を掃討していった。カリソ＝サルバドレス少佐は3時頃に1個小隊の増援を得て、イギリス軍の攻撃を何度も凌いだものの、5時には限界が近づいていることが分かった。B中隊は整然と退却したが、287名の人員のうち、撤退に成功したのは78名であり、50名が捕虜となり、戦死31名、負傷者は少なくとも120名であった。一方、イギリス側は18名の戦死者と約40名の負傷者を出した。

#### ツー・シスターズ山の戦い
ツー・シスターズ山の攻略を担当したのはイギリス海兵隊第45コマンドー（指揮官アンドリュー・ホワイトヘッド少佐）であった。この山は、名前の通り、東西に2つの頂をもつ山であり、ホワイトヘッド少佐の当初の計画では、まず西側の頂を確保したのち、そこからの支援を受けて東側を確保することになっていた。しかし地形の関係で、西側の頂を確保する中隊の行軍が遅れたため、12日0時16分、まず東側の頂を担当する2個中隊が攻撃を開始し、まもなく西側の頂への攻撃も開始された。この結果、3個中隊がほぼ同時に攻撃を行うことになり、特に西側の頂では前後に敵を見るかたちになった。この結果、まず西側の頂が確保された。
東側の頂の攻撃もおおむね順調に進展したが、アルゼンチン軍の機銃・迫撃砲・野砲の激しい射撃を受けて、1時間にわたって攻撃が停滞する状況もあった。しかしそのとき、1人の小隊長 (Clive Dytor) が立ち上がって「総員前進！」と叫び、中隊名を意味する「ズールー！ズールー！ズールー！」と叫びながら突撃しはじめた。部下は最初それを諌めたり罵声を飛ばしたりしていたが、すぐに中隊全員がこれに続き、銃撃しながら攻め上がった。この突撃によって東側の頂も確保され、4時18分までに陣地の掃討も完了した。

#### ハリエット山の戦い

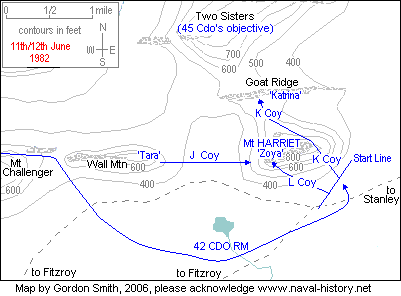
ハリエット山の戦いの関係図。

ハリエット山の攻略を担当したのはイギリス海兵隊第42コマンドー（指揮官ニック・ヴォークス少佐）であった。同山のアルゼンチン軍陣地は非常に堅固であるように認められたことから、ヴォークス少佐は正面攻撃を避けて迂回攻撃を行うことにした。すなわち、1個中隊で西側から陽動攻撃を行う一方、2個中隊を南側に進出させて後方から奇襲攻撃するという作戦であった。
まず偵察小隊が先行したのち、16時15分より迂回行動が開始された。この間第7コマンド砲兵中隊や艦砲による射撃が行われていたこともあって、迂回行動は成功し、22時より予定通り攻撃を開始した。この迂回攻撃はアルゼンチン軍の予備兵力を直撃し、不慣れな夜間戦闘だったこともあり、経験のない徴集兵は降伏しはじめた。ロングドン山と同様、重機関銃座や暗視装置を備えた狙撃兵陣地は頑強な抵抗を示し、一部では600メートル前進するために数時間かかる状況もあったが、夜明けまでにはイギリス軍の勝利となり、イギリス軍2名戦死・13名負傷という比較的軽微な損害で、アルゼンチン軍に対して、10名戦死・53名負傷・300名以上が捕虜になるという戦果をあげた。これはヴォークス少佐の独創的な作戦によってアルゼンチン側が戦意を喪失したところが大きく、また降伏しようとする兵士に対してアルゼンチン軍の将校・下士官が銃撃するのをみたイギリス海兵隊が、これらの将校等を積極的に攻撃目標としたのも理由のひとつであった。

### スタンリーへの総攻撃 (6月13・14日)

スタンリー内郭防衛線の戦いの関係図。

6月12日朝にアルゼンチン軍首脳部は、ロングドン山からハリエット山にかけて約4,500人のイギリス兵が集結していると報告を受けたが、この情報はマルビナス駐留部隊には伝えられなかった。6月13日には、マルビナス諸島総軍司令官メネンデス少将とガルチェリ大統領が交信し、メネンデスは、「イギリス軍が示した行動から考えて、まさに今晩彼らは最終的攻撃をかけてくるだろう。必然的に今日から明日にかけてスタンリーの運命は風前のともしびにある」と警告したが、ガルチェリ大統領は、あくまでスタンリーを死守するよう命じた。6月12日にはスタンリーに設置されていたトレーラー改造のミサイル発射台から輸送機で空輸していたエグゾセMM38艦対艦ミサイルを発射し、駆逐艦「グラモーガン」に命中させて中破に追い込んだ。

#### 内郭防衛線への攻撃
6月13日より、イギリス軍はスタンリーの内郭防衛線への攻撃を開始した。これに先立って、12日夜には「アクティブ」と「アロー」が186発を、そして13日23時には「アヴェンジャー」、「ヤーマス」、「アクティブ」、「アムバスケード」が4時間に渡って856発を撃ち込んだ。また砲兵隊も合計で7,120発を射撃した。しかし艦砲も砲兵も残弾不足に悩んでおり、艦砲はこの規模の砲撃をもう1回行う程度で、砲兵隊もあと2日分の弾薬しか残っていなかった。
まずスコットランド近衛大隊がタンブルダウン山を攻撃した。同山は内郭防衛線で最も高い場所であり、アルゼンチン海兵隊第5歩兵大隊（大隊長カルロス・ロバシオー中佐）が守備していた。この大隊は比較的経験を積んだ兵士によって編成されていた上に平時の駐屯地が南アメリカ最南端のフエゴ島であり、耐寒性を考慮した装備を保有していた。また4月上旬からフォークランド諸島に派遣されていたため、陣地もよく準備されたものであった。スコットランド近衛大隊は、まず17時より、新たに揚陸したスコーピオン軽戦車を加えて陽動攻撃を行ったのち、21時より主攻を開始した。イギリス側の期待に反してアルゼンチン軍は頑強に抵抗し、攻撃はなかなか進捗しなかったが、3時頃よりイギリス軍が戦闘を調整し直して野砲射撃と近接戦闘を連携させるようになると、陣地は徐々に突破されていった。8時には同山での戦闘は終了し、イギリス側は死者8名・負傷者35名であったのに対し、アルゼンチン側は死者20名以上・負傷者多数であった。
その南方のウィリアム山は、当初計画ではスコットランド近衛大隊がタンブルダウン山を占領した後にグルカ小銃大隊によって攻略する予定であったが、タンブルダウン山攻略が意外に難航したことから、グルカ小銃大隊は、これを待たずに2時35分より前進を開始することになった。タンブルダウン山の陥落とともにウィリアム山のアルゼンチン軍も後退したため、実質的な反撃はほとんどなかったが、砲撃、地雷、また友軍の誤射もあり、グルカ小銃大隊による占領は13時5分となった。
ロングドン山東方のワイヤレス・リッジの攻撃を担当したのは第2空挺大隊であった。同大隊はグース・グリーンでの苦戦の戦訓を踏まえて、攻撃に先立ち砲兵隊・フリゲート「アンバスケード」・第2及び第3空挺大隊の迫撃砲・機関銃小隊及び配属された軽戦車によって大規模な準備砲撃を行った後に前進することにした。この結果アルゼンチン軍の反撃はほとんど無く、次々に陣地を放棄して後退していった。アルゼンチン砲兵が放棄した陣地に対して正確な射撃を加えてきたために若干の損害が出たが、これも艦砲射撃で砲兵陣地を撃破することで解決した。最終的に、第2空挺大隊は2名の戦死者を出しただけでワイヤレス・リッジの占領を達成した。

#### スタンリーの陥落

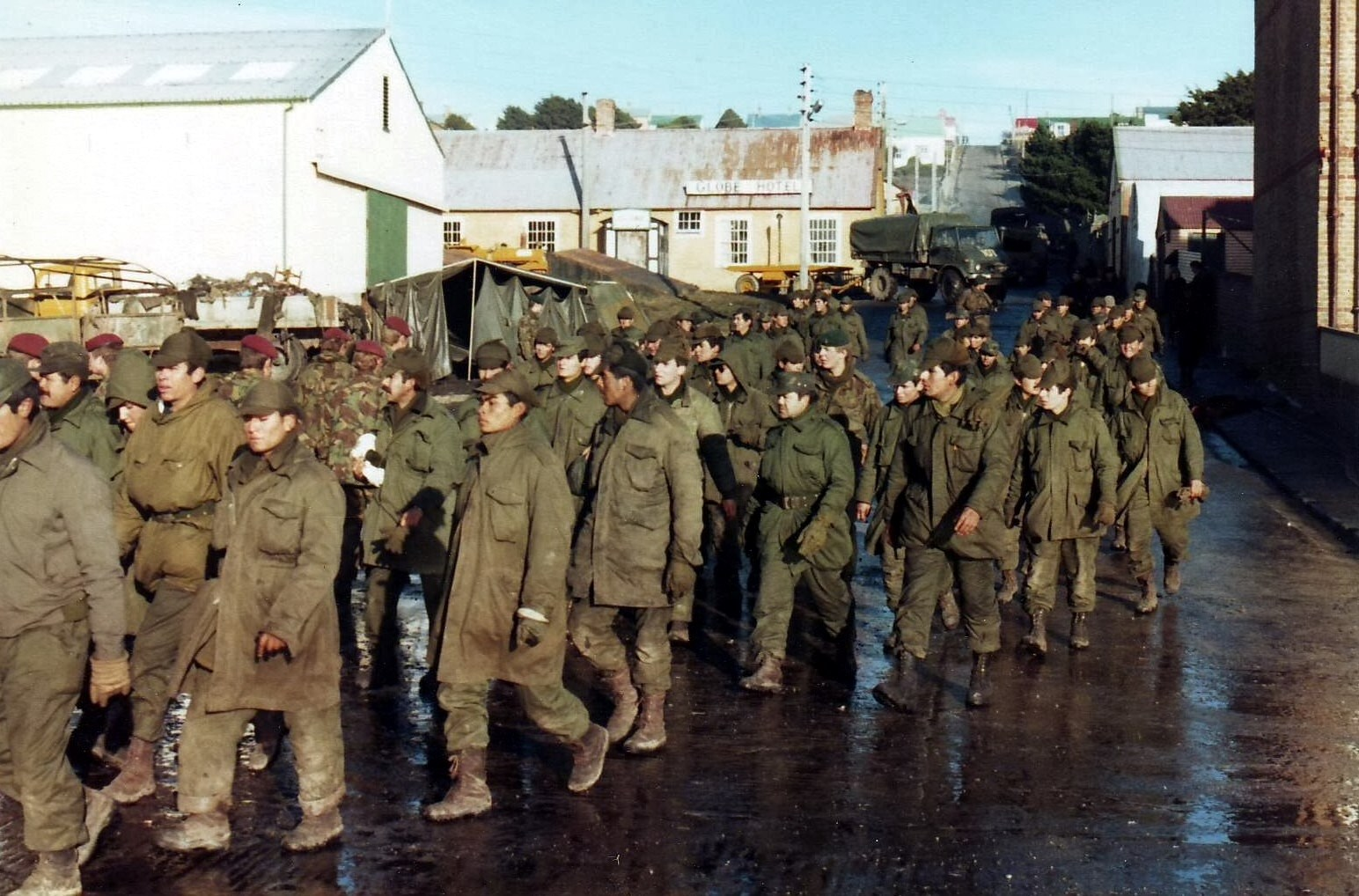
投降するアルゼンチン兵。

ワイヤレス・リッジの喪失により、もはやスタンリーを防御しうる自然障害物は消滅した。多数のアルゼンチン兵がこれらの陥落した陣地からスタンリーへと戻り始めており、イギリス軍のムーア少将は、これらのアルゼンチン軍兵士を攻撃しないように自軍兵士に命令を出した。
アルゼンチン軍においては、マルビナス諸島総軍司令官メネンデス少将は「14日早朝には残っている防衛線が持ちこたえられない」と結論付けた。10時頃にガルチェリ大統領へ電話をかけて、スタンリーを夜まで保持できるとは思えないことと、戦闘を続けるなら多くのアルゼンチン軍兵士が戦死し、降伏より悪い事態となることを指摘したが、ガルチェリ大統領は実情が理解できず、メネンデス少将は自己の責任において降伏することとなった。12時から13時半頃には既に戦場では実質的な戦闘停止が自然に形成されていた。そして14日19時59分にメネンデスが降伏文書に署名し、正式に戦闘停止と降伏が発効した。

### 終結
スタンリーの陥落を受けて翌15日にはガルチェリ大統領が「戦闘終結宣言」を出したが、敗戦によってアルゼンチン国民の軍事政権に対する不満が爆発した。15日昼頃から夜半にかけてブエノスアイレスでガルチェリ大統領の退陣を要求する反政府暴動が起き、加えてガルチェリに大統領の座を追われたロベルト・エドゥアルド・ビオラを始めとして軍内部からも責任追及の動きが起きるなど求心力を失い、17日には大統領を解任され、翌18日には陸軍司令官の座も失った。比較的戦果を挙げた空軍総司令官のバシリオ・ラミ＝ドーゾ准将も8月17日に退任し、海軍総司令官のアナヤ提督は戦争で打撃を受けたにも関わらず地位を維持していたが、10月1日付けで辞任した。
6月20日にイギリス軍がサウスサンドイッチ島を再占領し、イギリス政府は停戦宣言を出した。こうして72日にも及び、両国に多大な犠牲を出した戦争は終結した。

## 両国の参加兵力

### アルゼンチン軍
参加艦艇
- 航空母艦：ベインティシンコ・デ・マヨ
- 軽巡洋艦：ヘネラル・ベルグラノ
- 旧42型駆逐艦：サンティシマ・トリニダー、エルクレス
- 旧アレン・M・サムナー級駆逐艦：セグイ、イポリト・ブシャール、ピエドラ・ブエナ
- 旧ギアリング級駆逐艦：コンドロ・ペイ
- A69型通報艦：ドゥルモン、ゲリコ、グランビーレ
- 209型潜水艦：サルタ、サン・ルイス、サンタフェ、サンチャゴ・デル・エステロ
- 輸送艦：バイア・ブエン・スセソ
- 揚陸艦：カボ・サン・アントニオ
- 哨戒艇：イスラスマルビナス、リオ・イグナス、バイア・パライソ
- 徴用貨物船：フォルモサ、マルデルノルテ、ラゴ・アルヘンティーノ、リオセンシル、リオ・カルカラニャ、イェウィン、リオ・デ・ラプラタII
- 徴用タンカー：プエルト・ロサレス
- 徴用漁船：ナァールヮァル、インビエルノ、マリアアレハンドラ、コンスタンサ、キャプテン・カナッペ、マリア・ルイサ、ウスルビル、マール・アスール
- 砕氷船：アルミランテイリザル
- コルベット：フォレスト、モンスネン（武装コースター）
- タグボート：フランシスコデグルルチャガ

航空機
- 戦闘機・攻撃機
  - ダグラス A-4B/C/Q（空軍、海軍）
  - IAI ダガーA（空軍）
  - ダッソー・ブレゲー シュペルエタンダール（海軍）
  - ダッソー・ブレゲー ミラージュIIIEA（空軍）
  - FMA IA 58A プカラ（空軍）
  - マッキ MB-339A（海軍）
  - ビーチ T-34C-1 ターボメンター（海軍）
- 爆撃機・輸送機など
  - BAe キャンベラ B Mk.62（空軍）
  - ボーイング707-320C /372C（空軍）
  - ボーイング737-200（空軍）
  - ロッキード C-130E/H（空軍、爆撃機としても使用）
  - ロッキード KC-130H（空軍）
  - ゲイツ・リアジェット 35（空軍、民間）
  - ホーカー・シドレー HS.125-700B（空軍）
  - フォッカー F27-400M フレンドシップ（空軍）
  - フォッカー F28-3000 フェローシップ（海軍）
  - ロッキード L-188PF エレクトラ（海軍）
  - ロッキード SP-2H ネプチューン（海軍）
  - グラマン S-2E トラッカー（海軍）
  - ブリテン・ノーマン BN-2Aアイランダー（鹵獲）
  - ショート スカイバン シリーズ3M（沿岸警備隊）
  - セスナ 500 サイテーションI（空軍、民間）
  - エアロコマンダー500U/690A（空軍、民間）
  - エンブラエル P-95 パンディラハ（ブラジルよりリリース）
  - BAC 1-11-521FH（空軍、民間）
  - MU-2B-26A（空軍、民間）
  - PA-60 エアロスター600A（民間）
- 回転翼機
  - ベル 212（空軍）
  - ベル UH-1H ヒューイ（陸軍）
  - アグスタ A109A（陸軍、後に英軍が鹵獲運用）
  - ボーイング CH-47C チヌーク（陸軍、空軍）
  - アエロスパシアル SA 330L ピューマ（陸軍、沿岸警備隊）
  - ウェストランド リンクス Mk.23（海軍）
  - アエロスパシアル SA 316B アルエットIII（海軍）
  - シコルスキー S-61D-4/S-61NR シーキング（陸軍、海軍）など

イギリス機動部隊の編成・出撃の報を受け、アルゼンチン空軍は、航続距離の長いボーイング707輸送機による洋上哨戒・索敵活動を実施し、4月21日・23日にはイギリス機動部隊への触接に成功したが、いずれも母艦を発進したシーハリアーによる退去措置がなされたことから、アルゼンチン空軍はボーイング707による索敵活動を中止した。
また、LADE（Lineas Aereas Del Estado、「国営航空」）の各機も空軍の下で輸送任務についた。フェニックス・エスカドロン（徴用ビジネス機部隊）は主に後方支援に当たったが、リアジェットのような高性能機は通信中継や偽装攻撃も行った。アルゼンチン航空などのエアラインも支援体制にあった。

### イギリス軍
参加艦艇
- 第317任務部隊（指揮：ウッドワード少将） - 機動部隊
- 第324.3任務群（指揮：ハーバート少将） - 潜水艦隊
- 補給部隊（指揮：ダンロップ准将）

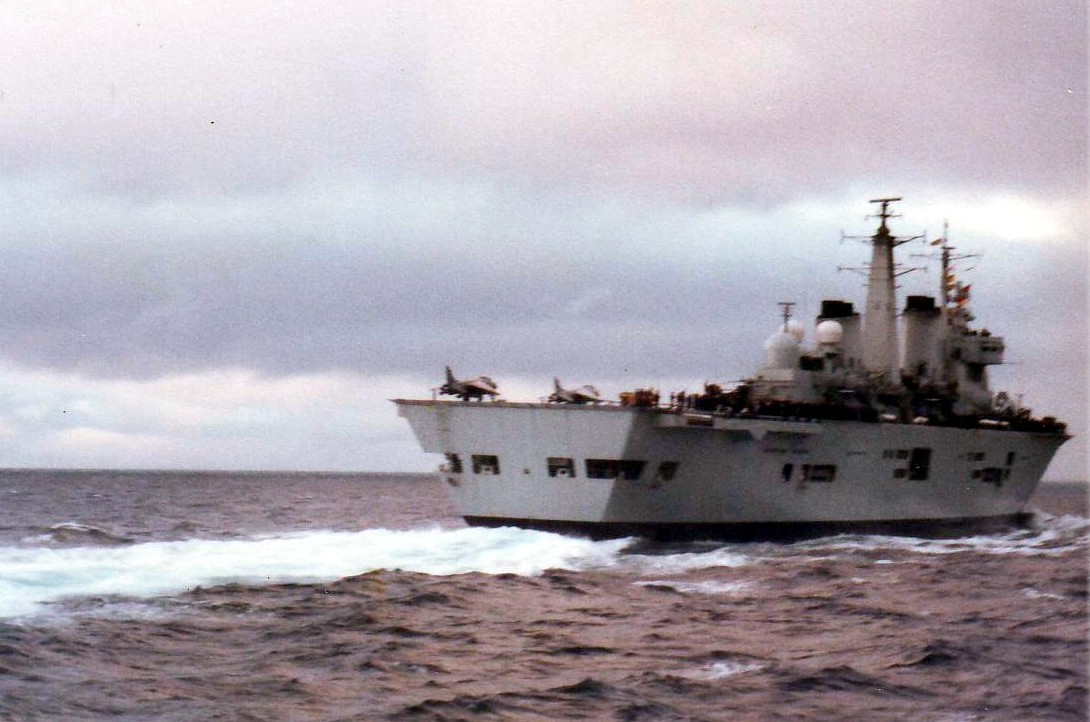
HMS インヴィンシブル

- セントー級航空母艦：ハーミーズ（艦隊旗艦）搭載機:シーハリアーFRS.1×16、ハリアーGR.3×10、シーキングHAS.5×5、シーキングHC.4×5
- インヴィンシブル級航空母艦 : インヴィンシブル　搭載機:シーハリアーFRS.1×12、シーキングHAS.5×10
- スウィフトシュア級原子力潜水艦：スプレンディッド、スパルタン
- チャーチル級原子力潜水艦：コンカラー、カレイジャス
- ヴァリアント級原子力潜水艦：ヴァリアント
- オベロン級潜水艦：オニクス
- 82型駆逐艦：ブリストル
- 42型駆逐艦：シェフィールド、グラスゴー、コヴェントリー、エクセター、カーディフ
- カウンティ級駆逐艦、アントリム、グラモーガン

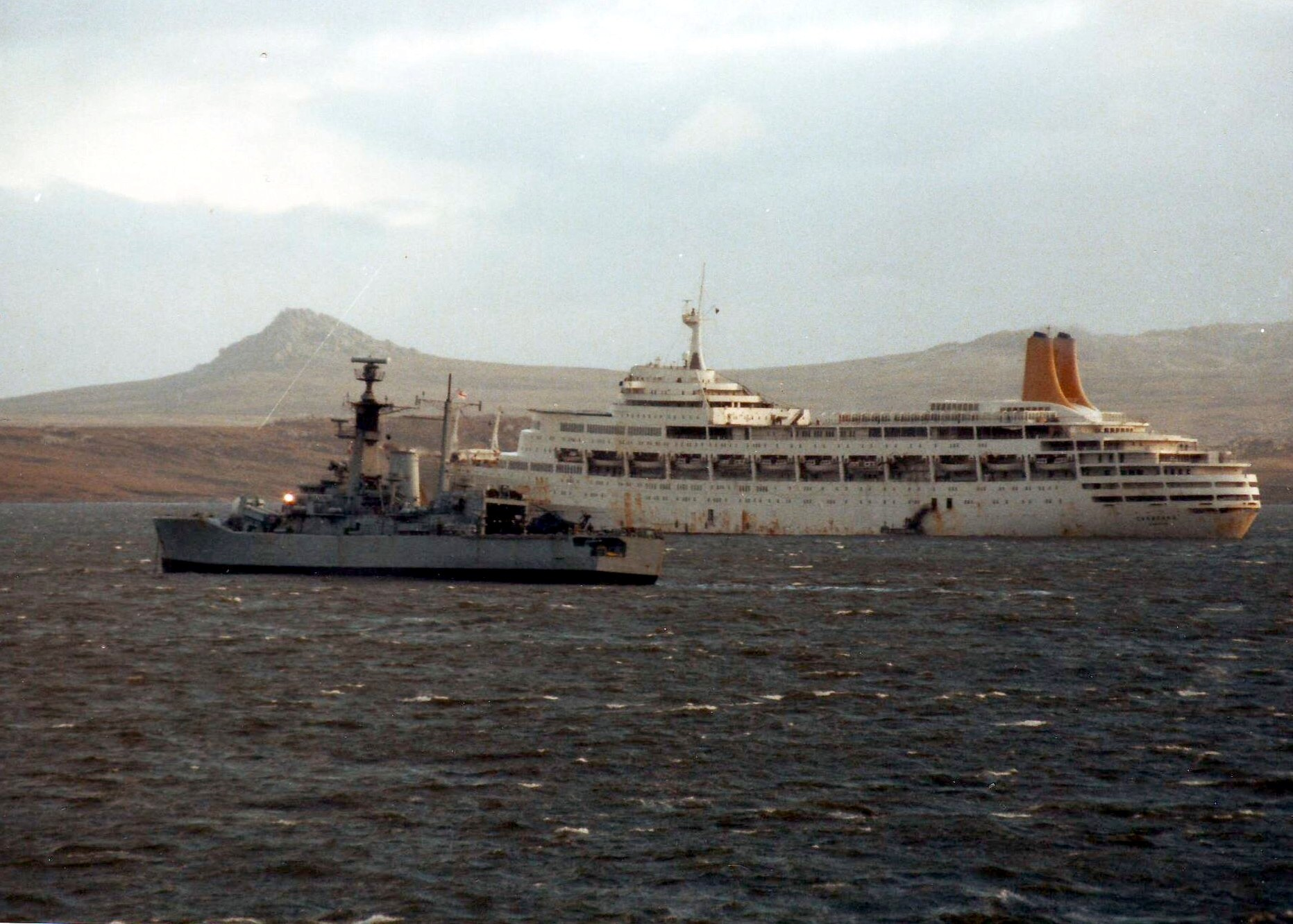
HMS アンドロメダとキャンベラ

- 22型フリゲート：ブロードソード、ブリリアント
- 21型フリゲート、アンテロープ、アクティブ、アンバスケイド、アロー、アラクリティ、アーデント、アベンジャー
- リアンダー級フリゲート（12I型フリゲート）：ミネルヴァ、アルゴノート、アンドロメダ、ペネロピ
- ロスシー級フリゲート（12M型フリゲート）：ヤーマス、プリマス
- フィアレス級揚陸艦：フィアレス（両用艦群旗艦）搭載舟艇:LCU×4(内1隻に軽戦車1両)、LCVP×4、シーキングHC.4×4
- フィアレス級揚陸艦:イントレピッド 搭載舟艇:LCU×4、LCVP×4(トレーラー付きランドローバーを搭載)、シーキングHC.4×4
- ラウンドテーブル級揚陸艦：サー・ランスロット、サー・ガラハド、サー・ベディベア、サー・トリストラム、サー・ゲライント、サー・パーシバル

- ネス型給糧艦：ストームネス
- リソース級給兵艦：リソース、リージェント

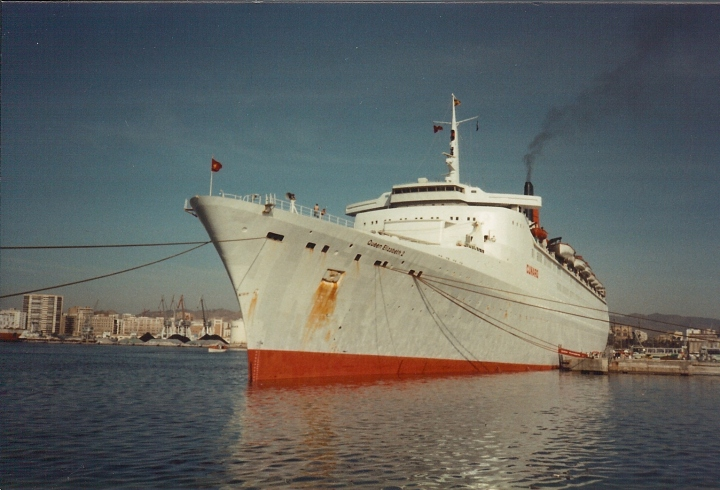
徴用され輸送船として使用されていたクイーン・エリザベス2号

- フォート・グランジ級給糧艦：フォートグランジ、フォートオースティン
- タイド型給油艦：タイドスプリング、タイドプール
- オル型給油艦：オルナ、オルメダ
- ローバー型給油艦：ブルーローバー
- リーフ型給油艦：アップルリーフ、ベイリーフ、ブランブルリーフ、ペアリーフ、プラムリーフ
- ヘリコプター支援船:エンガディーン、リライアント(ヘリコプター13機を輸送)
- 氷海巡視船：エンデュアランス
- ハント型掃海艇：ブレコン、レドバリー
- ヘクラ級測量艦：ヘクラ、ヘカテ、ヘラルド、ハイドラ
- キャッスル型哨戒艦：リーズ・キャッスル、ダンバードン・キャッスル

徴用船団（軍艦ではないが、兵員や資材の輸送に投入された船舶）
- 航洋タグボート - タイフーン、カウアイサ、アイリッシュマン、サルベージマン、ヨークシャーマン
- 客船：クイーン・エリザベス2(ヘリパッド装備、第5歩兵旅団の3,200名の兵士を輸送。他に第2大隊スコッツガーズ、第1大隊ウェルシュガーズ、1/7グルカライフルの兵士も輸送)
- 客船:キャンベラ(ヘリパッドを装備し、第3コマンドー旅団の要員を輸送)
- 客船:ウガンダ(ヘリパッドを装備し、病院船として使用)
- トロール漁船(掃海艇として使用):コーデラ、オデッセイエクスプローラー、ジュネラ、ピクト、ノーセラ、ノーランド、ランガディア
- コンテナ船：ブラヴォー・ノヴェンバー(ヘリパッドとエリコン20㎜機関砲装備、13機のヘリコプターを輸送)
- コンテナ船:アトランティック・コーズウェイ(ヘリパッドを装備し、8機のASWシーキングを8機、ウェストランドウェセックスを20機輸送)
- コンテナ船:アトランティック・コンベアー(第809海軍航空隊のBAeシーハリアーFRS.1を8機（後に空母に移動）、ハリアー6機、ウェセックス6機、第18飛行隊のCH-47を4機輸送)
- コンテナ船:ミュルミドーン(テント付きの宿泊施設とエリコン20㎜機関砲を輸送)
- RO-RO船:エルク(ボフォース40mm機関砲2基を装備しシーキングヘリコプターを3機搭載、船内にボフォース　L/70 40mm機関砲を8基、FV101軽戦車4両とFV107軽戦車4両を搭載)
- RO-RO船:バルチックフェリー(陸軍ヘリコプター3機、105名の兵士、1,874トンの食糧と弾薬を搭載)
- RO-RO船:ユーロピックフェリー(656飛行隊陸軍航空隊の車両、弾薬、燃料、および4機のスカウトヘリコプターを搭載。ヘリパッドを装備)
- RO-RO船:ノルディックフェリー(兵士、食糧、弾薬を輸送、ヘリパッド装備)
- RO-RO船:ノーランド(落下傘連隊の兵士800人と第848海軍航空隊の兵士を輸送、ヘリパッド装備)
- RO-RO船:ランガディラ(ヘリコプターパッドとエリコン20 mm機関砲を装備、1,000人のエンジニアと車両、装備を輸送)
- RO-RO船:セント・エドマンド(ヘリパッドを装備し、空軍の第18飛行隊の乗組員、軍隊、車両を輸送)
- RO-RO船:トーア・カレドニア(ヘリパッドを装備し、車両および装備を輸送)
- RO-RO船:コンテンダー・ベサント(ヘリパッドを装備し、ワスプ9機、ハリアー4機、チヌーク3機を輸送)
- コンテナ船:アヴェロナ・スター(ヘリパッドを装備し食糧を輸送)
- コンテナ船:ゲースト・ポート(ヘリパッドを装備し食糧と資材を輸送)
- コンテナ船:レアティーズ(装甲ケーブルを内蔵し、物資の輸送)
- コンテナ船:リカオン(装甲ケーブルを内蔵し、弾薬と燃料を輸送)
- コンテナ船:サクソニア(資材の輸送)
- コンテナ船:ストラトヘーベ(上陸用舟艇を輸送)
- コンテナ船:セントヘレナ(ヘリパッドとエリコン20㎜機関砲を装備)
- 33,000トン級タンカー:アルベガ、スコットランド・イーグル
- 20,000トン級タンカー:アンコ・チャージャー、フォート・トロント
- 19,000トン級タンカー:バルドル・ロンドン、エバーナ
- 18,000トン級タンカー:GAウォーカー
- 16,000トン級タンカー:ブリティッシュ・テスト
- 15,000トン級タンカー:ブリティッシュ・エイボン、ブリティッシュ・エスク、ブリティッシュ・タマール、ブリティッシュ・テイ、ブリティッシュ・トレント、ブリティッシュ・ワイ
- 潜水支援船:ブリティッシュ・エンタープライズⅢ
- ケーブル敷設船:アイリス(ヘリパッドを20㎜機関砲2基装備)
- 油田補給船:ウィンペイ・シーホース
- 工作船:ステナ・インスペクター(ヘリパッドを装備)
- 工作船:ステナ・シースプレード(ヘリパッドを装備)

- 航空機
  - BAe シーハリアー FRS.1（海軍）
  - ホーカー・シドレー ハリアー GR.3（空軍）
  - マクドネル ファントム FGR.2（空軍、アセンション島の防衛で使用）
  - アブロ バルカン B.2（空軍）
  - BAE ニムロッド MR.2（空軍）
  - ハンドレページ ヴィクター K.2（空軍）
  - ビッカース VC-10 C.1（空軍）
  - ロッキード ハーキュリーズ C.1（空軍）
  - BAE ニムロッド R.1（空軍）
  - イングリッシュ・エレクトリック・キャンベラ PR.9（空軍）

- 回転翼機
  - ウエストランド シーキング HAS.2/2A/5/HC.4/HAR.3（海軍、空軍）
  - ウエストランド リンクス HAS.2（海軍）
  - ウェストランド ワスプ HAS.1（海軍）
  - ウェストランド ウェセックス HAS.3/HU.5（海軍）
  - ウェストランド ガゼル AH.1（陸軍、海兵隊）
  - ウェストランド スカウト AH.1（陸軍、海兵隊）
  - ボーイング チヌーク HC.1（空軍）

## 両軍の損害一覧
イギリス軍
戦没
- 駆逐艦：シェフィールド、コヴェントリー
- フリゲート：アンテロープ、アーデント
- 揚陸艦：サー・ガラハト
- コンテナ船：アトランティック・コンベアー

アルゼンチン軍
戦没
- 軽巡洋艦：ヘネラル・ベルグラノ

## 戦後・影響

### アルゼンチン
アルゼンチンではガルチェリ大統領が建国以来初めて敗戦の責任を問われ、大統領及び陸軍総司令官を解任され失脚した。後任には退役陸軍中将のレイナルド・ビニョーネが就任したが、緒戦は軍とペロニスタが挙国一致の下に和解し、「海賊英国」「ガルチェリ万歳」を連呼していたアルゼンチン国民も、この敗戦にかつてないほどの反軍感情を高まらせ、全国で大規模な反政府デモが勃発した。その結果、すぐに急進党（旧急進党人民派の流れを汲む）のラウル・アルフォンシンに政権交代が行われ、民政移管が完了した。ガルチェリは「銃殺刑に値する」とまで言われたが、結果的にはわずか懲役12年で済み、ビデラなどの他の軍人と共に1990年に軍と取引した大統領カルロス・メネムの特別恩赦によって釈放された。アルゼンチン軍の司令官で「汚い戦争」を指導して多くの市民を秘密裏に殺害したマリオ・メネンデスは「敬虔なカトリック教徒なので自殺は出来ない」と述べ、最終的に責任を逃れた。なお降伏した1万人以上のアルゼンチン軍兵士はウルグアイ経由で強制送還された。
この紛争の間にアルゼンチンは国際的な評価を大きく落とし、信頼回復は文民政権の課題となったが、文民政権の下で20世紀初めから続いていたチリ及びブラジルとの軍事対立も急速に収まっていった。一方で軍は政治力を弱めて大幅に人員を削減され、開戦前には3軍で15万5000人程だったアルゼンチン軍は、2000年には3軍で7万1000人と半分以下にまで縮小した。
また、イギリスがヨーロッパ共同体の一員として他の加盟国へ協力を依頼し、これを受けて白人系アルゼンチン人のルーツであるイタリア・西ドイツ・スペインなどのヨーロッパ共同体加盟国は、アルゼンチンへの経済制裁を発動した。このことはそれまでヨーロッパにナショナルアイデンティティーを抱いていたアルゼンチン国民の意識を変え、自分たちをラテンアメリカの一員として見直す切っ掛けになったといわれる。他方、ヨーロッパ共同体加盟国全てが制裁に積極的だったわけではなく、西ドイツは当時、東ドイツ領内で陸の孤島になっている西ベルリンをイギリスに守ってもらっていた関係で、アルゼンチンへの制裁に加わるよう強い圧力を受けていたとされる。

### イギリス
多くの艦艇を失って255人の戦死者を出したものの勝利したイギリスでは、戦前人気が低迷していたサッチャー首相の人気が急上昇した。これによって勢い付いたサッチャーは翌年の総選挙で圧勝し、新自由主義的な改革をさらに推し進め、イギリス病に苦しんでいたイギリス経済を復活させた。

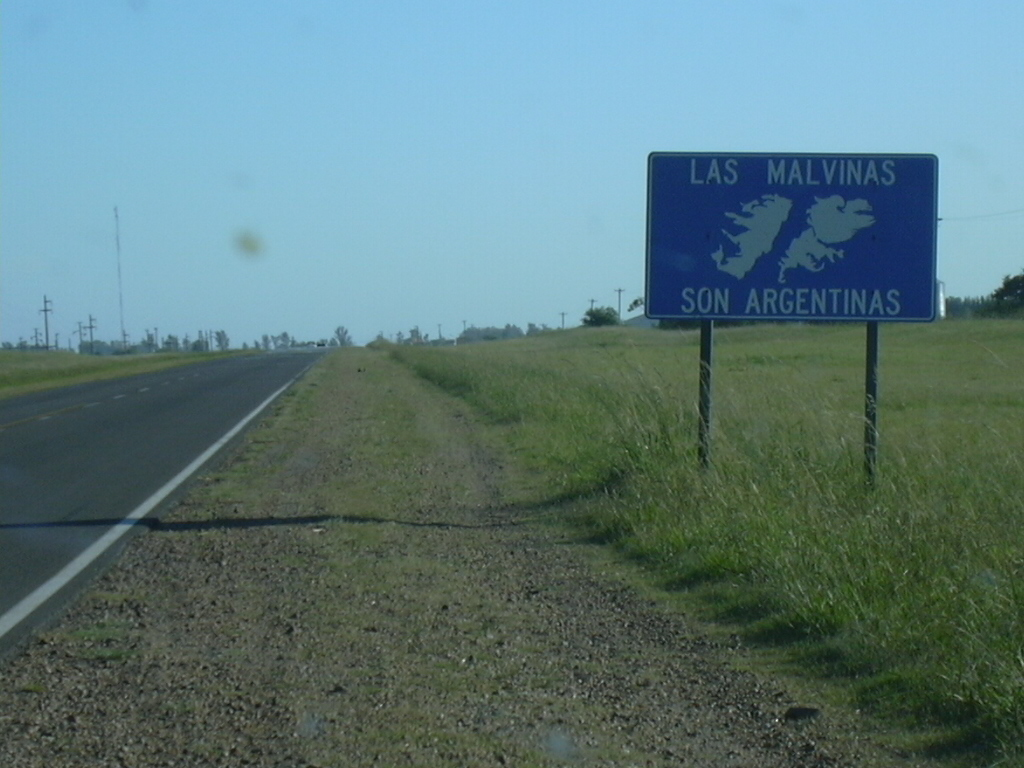
自国の領有権を主張するアルゼンチン、エントレ・リオス州の看板。

また、それまで「2等市民」扱いされていたフォークランド島民もイギリス本土から丁寧に扱われるようになり、本土からの積極的な投資で島の経済やインフラストラクチャーは発展した。紛争前には少数の部隊しか駐留していなかったが、紛争後には最小限の防空部隊を配備しなければならず、F-4M装備の第23飛行隊を派遣した穴埋めの為、アメリカ海軍で余剰になったF-4Jの中古機を購入している（後にトーネードF.3に交代）。

### 戦後の両国関係
紛争終結後も両国の国交断絶状態は続いたが、1986年6月22日に行われたFIFAワールドカップ・メキシコ大会の準々決勝でサッカーアルゼンチン代表がディエゴ・マラドーナらの活躍によりイングランド代表に2対1で勝利し、敗戦の屈辱が残るアルゼンチン国民を熱狂させた（1986 FIFAワールドカップ準々決勝 アルゼンチン対イングランドの項目を参照。）。
1989年10月にアルゼンチンとイギリスは開戦以来の敵対関係の終了を宣言し、翌1990年2月5日に外交関係を正式に回復した。しかし現在も互いに自国の領有権を主張し続けている。
戦後、イギリスは戦死したアルゼンチン兵の遺骨返還を申し出たが、アルゼンチン政府は諸島へのイギリスの主権を追認することになるとして拒否している。フォークランドのダーウィン墓地にはアルゼンチン兵の墓が237基あり、うち123基は身元不明である。戦友の墓参に島を訪れた帰還兵の呼びかけをきっかけに、両国政府は2016年12月に身元確認で合意した。赤十字国際委員会が遺骨の発掘とDNA型鑑定を2017年中に終えて最終報告書をまとめる予定であるが、アルゼンチン国内では遺骨返還への反対意見が依然根強い状態となっている。

## 評価と戦訓

### 陸戦

#### 重機関銃の復権
フォークランド諸島奪還において、アルゼンチン軍はしばしばブローニングM2重機関銃を陣地の防衛に用いたが、イギリス軍の地上部隊は同クラスの機関銃を配備しておらず、汎用機関銃で支援された偵察兵を遮蔽物に沿って1人ずつ前進させ、火点をあぶりだすとミラン対戦車ミサイルや手りゅう弾と銃剣突撃による直接攻撃を敢行するという対応を余儀無くされた。
上記の重機関銃の運用を通常の射撃ではなく「単発狙撃」であったとする記述が、一部の和文文献に見受けられる。しかしフォークランド紛争、狙撃銃、狙撃手などに関する英文の文献やその和訳書には、そうした言及は見当たらない。また「フォークランド紛争での重機関銃運用の戦訓がきっかけとなって対物ライフルが開発された」とする説も、一部の和文文献にのみ見受けられ、英文文献やその和訳書では言及されていない。

### 海戦

#### 潜水艦による制海
イギリス海軍の原子力潜水艦「コンカラー」の雷撃によるアルゼンチン海軍巡洋艦「ヘネラル・ベルグラーノ」の撃沈はアルゼンチン海軍の戦意に冷や水を浴びせることになり、空母「ベインティシンコ・デ・マヨ」を始めとしたアルゼンチン海軍の水上戦闘艦は現存艦隊主義に転じて、二度と出撃してくることはなかった。
一方、アルゼンチン海軍の209型潜水艦「サンルイス」（ARA San Luis) はフォークランド諸島北方海域で哨戒活動を行い、何回かの魚雷による攻撃を行った。このうち5月1日には「ブリリアント」と「ヤーマス」を雷撃したが命中せず、逆に20時間にわたって追跡と攻撃を受けたが無事逃げることに成功した。5月8日には潜水艦目標に対し、また5月10日には「アロー」と「アラクリティ」に対して雷撃を行ったが失敗した。これらの失敗は魚雷の調整失敗などによるとされる。このように実際の戦果を挙げることはできなかったにも関わらず、イギリス海軍は「サンルイス」の存在に多くの注意を払い続けねばらず、その行動を大きく制限されることになった。

#### イギリス艦船の抗堪性
21型フリゲート8隻のうち2隻が本戦争で撃沈されたことについて、同型が元々商船規格で設計されたことや、アルミニウム合金を多用したこととの関連も疑われた。しかし1977年に「アマゾン」が火災事故で大破したことについてはアルミニウム合金の脆弱性が被害増大につながったと指摘されているのに対し、本戦争での喪失艦については、あまり関係がなかった。アーデントも水線付近に多数の命中弾を受けてずたずたになっており、また「アンテロープ」も艦内深くまで突入した爆弾の爆発によって沈没したが、いずれも、この規模の艦にとっては船体構造に関係なく十分に致命傷となる損傷であった。
なお、エグゾセを被弾した「シェフィールド」の喪失についてもアルミニウム合金の脆弱性に原因を求める意見も多かったが、実際には船体・上部構造物共に全鋼製であった。しかし通風トランクや仕切弁はアルミニウム合金製であり、これらは火災によって溶解してしまい、電纜を介した延焼もあって火災は他区画へ拡大した。特に消火活動にとって致命的であったのが、消火主管の機能喪失であった。これは消防ポンプの起動失敗や可搬式ポンプの能力不足によるものだったが、この結果、火災範囲は艦内の約2/3に達した。電纜類の被覆などの燃焼によって有毒ガスが発生し、また被弾後約30分で電源が失われたこともあって、艦自身の消火活動はほとんど遂行不能となってしまった。艦は放棄され、数日後の曳航中に荒天に遭遇、沈没している。この事件について、アメリカ合衆国の著名な海軍史家であるノーマン・フリードマンは、「現代の精緻な軍艦は対艦ミサイルに耐えられないという誤解が蔓延したが、20年にわたる冒険的なコスト削減のツケがとうとう回ってきたというのが実態である」と評している。

### 空戦

#### シーハリアーと軽空母
イギリス海軍のシーハリアーFRS.1艦上戦闘機は遷音速程度しか発揮できず、しかも編成当初の第317任務部隊には20機しか配備されていなかった。しかしアルゼンチン側の制約のために、実際には速度差は当初予想されたほどではなくなっていた。また数的な不利についても、アルゼンチン側よりも基地（母艦）が近くに配置されていたうえに稼働率は高く、少ない機体でも最大限に活用できた。
結果的にシーハリアーは計6機（事故4機）を喪失したとはいえ、空戦での損失は無く、アルゼンチン機との空戦では23機を撃破している。戦前には、飛行中の推力偏向（VIFF）の空中戦闘機動への応用が注目されていたが、実際の戦闘では用いられなかった。ハードウェア面で大きな優位をもたらしたのが新世代のサイドワインダーであるAIM-9Lであった。従来のサイドワインダーは目標の後方に回り込まなければ使用できなかったのに対し、AIM-9Lは新型の赤外線センサを採用してほぼ正面からでも交戦可能となり、また旋回性能や弾頭威力も向上していた。実戦でも、正面からの射撃こそ記録されていないが、26～27発の発射で17機を撃墜した。
なおイギリス側の課題の1つが早期警戒機（AEW）の欠如であった。イギリス海軍は1978年に最後の正規空母であるオーディシャス級空母「アーク・ロイヤル」を退役させると同時にフェアリー ガネットAEW.3を退役させて以降、艦上機としてのAEWを保有しておらず、対空捜索能力の不足につながった。これを補うため、ウェストランド社が独自に開発していたウェストランド シーキングのAEW版派生型が採択され、既存のシーキングHAS.2を改装して突貫工事でシーキングAEW.2の試作機2機が製作されたものの、初号機の初飛行は7月23日となり、紛争には間に合わなかった。

#### アルゼンチン側の制約
アルゼンチン空軍はミラージュIIIやダガーといったマッハ2級のジェット戦闘機を保有しており、この2機種をあわせただけでもイギリス海軍のシーハリアーFRS.1の約2倍の数があったうえに、より低速の攻撃機もあわせれば更に差が開くことから、当初はアルゼンチン側の有利が予測されていた。
ただし実際にはアルゼンチン側の作戦機はその高速性能を十分に発揮することができなかった。フォークランド諸島の航空設備は貧弱で、超音速機の配備は困難であったため、これらの機体は本土の基地からはるばる飛来しなければならなかった。ミラージュやダガーには空中給油の能力がないために戦場での滞空時間が限られたうえに、増槽を吊下せねばならず、その他の兵装重量も相まって、実際にはシーハリアーをわずかに上回る程度の速力しか発揮できなくなっていた。またミラージュ以外の機体はいずれも攻撃機として運用されたため、対空だけでなく対地・対艦用の兵装も搭載しなければならず、機動性と速度の低下を招いたうえに、戦闘の場は主として低高度域になり、シーハリアーは優れた運動性能を発揮できた一方、アルゼンチン機の高速性能は更に減殺された。
また用兵面の理由として、根本的にアルゼンチン軍が空戦による戦闘空域の制圧に積極的では無かったというものがある。5月1日の戦闘でこそ、ミラージュIIIEA戦闘機を投入して制空戦闘を挑んだものの、同日、イギリス空軍がバルカン戦略爆撃機によってスタンリー飛行場を爆撃したことから、アルゼンチン本土への爆撃を警戒してミラージュIIIEAは本土防空のために拘置され、アルゼンチン機は護衛戦闘機無しでイギリス艦隊・上陸部隊への爆撃に投入されることになった。
この結果ミラージュIIIEAが引き下げられて以降、アルゼンチン機はシーハリアーに襲撃されても反撃せずに逃げの一手となり、航空戦は一方的な様相となった。イギリス側も航空優勢の確立までは達成できなかったものの、アルゼンチン側からすれば、航空優勢は「ほぼ」失った状態となっていた。

### 統合作戦
冷戦終結までのイギリス軍において複数の軍種による協同のための恒常的な組織は設置されておらず、必要が生じるつどその場限りで3軍いずれかの司令官が協同作戦の司令官を務める体制であった。フォークランド紛争もその例外では無く、さらに当時のイギリスにはフォークランド諸島での不測事態への備えが存在していなかった。3軍協同作戦の司令官に任命された海軍艦隊司令官は、急遽地中海で実施される演習への派遣部隊を指揮していた海軍少将を戦域における全兵力の前線指揮官に充てた。しかし海軍少将は過大な兵力を指揮する負荷を担わされることになった。戦場から1万キロメートル以上離れたイギリス本国は前線に対して広範な政治統制と作戦指導を企てた。この過程で前線指揮官は本国との調整に多くの労力を割くことを強いられ、かたや本国の政府や国防省も議会及び報道機関に状況を知らせるために詳細な状況報告を求めたことで、前線と本国の間に大容量かつ長時間の通信が必要とされ、意思決定に遅延を招いた。多くの協同作戦が紛争中に実施されたが、その際協同作戦能力の不足に起因する誤射事件さえ発生した。
こうしたフォークランド紛争の教訓が生かされるようになったのは、ようやく冷戦終結後に至ってのことであった。冷戦終結後に平和の配当への要求と財政難を踏まえて、イギリス軍に対しても経費を削減する一方で一層の効率性が求められるようになった。その過程で示されるようになった方向性は、政策と運用の分離による作戦の効率性の追求であり、国防省本部の役割は前者に限定されるようになった。この方向性のもと、政策及び軍事戦略と軍事作戦との間の明確な責任範囲と関係形成が求められた。また、3軍の恒常的な統合作戦への備えとして、計画・準備段階から危機に際しての作戦遂行・戦力回復・事後の戦訓の蓄積までを一貫して担わせる組織の設立が支持された。こうした協同から統合への方向性は情報通信技術の革新・統合化による効率性の追求・3軍の固定的な区分に由来する国防能力発揮への障害が認識されたことといった社会の変革によって促進され、常設統合司令部の設置による恒久的な統合作戦のための体制がとられるようになった。

## 現代への影響

### 中国とアルゼンチンの軍事的接近
中国はクーデターを起こしたビデラの中国訪問を受け入れるなど、当時のアルゼンチンの軍事政権と外交関係を持っていた数少ない共産主義の国で、アルゼンチンの主張を国際連合総会などで支持しており、1982年9月のイギリス領香港をめぐる交渉では、フォークランド紛争に勝利したばかりで自信を深めていたサッチャー首相に対して鄧小平は「香港はフォークランドではないし、中国はアルゼンチンではない」と激しく応酬したことで香港返還は決定した。
2010年7月に中国は同年4月に起きていた2010年マルビナス（フォークランド）諸島外交危機でアルゼンチンの主張を支持することを共同声明で表明した。2011年12月・2012年6月にも中国はアルゼンチンを支持し、アルゼンチンのクリスティーナ・フェルナンデス大統領は感謝の意を表明した。
2012年7月にアルゼンチンのブリチェリ国防相が中国を訪問し、中国人民解放軍の主力戦闘機として開発中の第5世代ステルス戦闘機の「殲-20」の購入にも言及した。また、アルゼンチンは中国とベトナム・フィリピンの間で問題になっている南シナ海における領有権について中国を支持すると表明した。
2015年2月にフェルナンデス大統領が中国を訪問し、056型コルベットを購入してマルビナス級と命名する計画が発表され、FC-1戦闘機・VN-1歩兵戦闘車なども購入する契約を調印した。また、この際にアルゼンチン議会で承認されたパタゴニアのネウケン州に建設された人工衛星追跡基地である深宇宙ステーションは中国人民解放軍の管轄に置かれ、秘密条項も入れた50年契約で敷地を借り上げていることから中国への主権の譲渡や中国による軍事利用の懸念を野党などが示して物議を醸した。この基地はアルゼンチンがフォークランド諸島を占領する際に衛星情報を提供する可能性が米国で取り上げられた。これらの合意はフェルナンデス大統領から交代したマウリシオ・マクリ政権で修正もしくは中止されたが、中国の目的は第二次フォークランド紛争が起きた際にアルゼンチンを支援することだったともされる。
このような中国とアルゼンチンの協力関係を背景にしたイギリス側の報告書では、「イギリスの軍事予算削減によってフォークランド防衛は弱体化し、中国からの軍事的及び財政的支援を受けたアルゼンチン軍に奪われた場合、奪還は極めて難しい」と発表している。

### 尖閣諸島問題との関係
近年日本と中国との間で発生している尖閣諸島問題において、両国共にこのフォークランド紛争を先行事例として研究している。

### 教皇フランシスコとの関係
2013年3月15日にイギリスはバチカン市国の元首にアルゼンチン人が就任したことに警戒感を示し、イギリスのキャメロン首相は「フランシスコ教皇聖下には、先頃行われたフォークランド諸島の帰属に関する住民投票の結果を尊重するように」と釘を刺した。

## 関連作品
映画
- ステイト・オブ・ウォー - フォークランド紛争を題材にした2005年のアルゼンチン・スペイン合作映画。
- トゥルース・オブ・ウォー - フォークランド紛争を題材にした2016年のアルゼンチン映画。

マンガ
- MASTERキートン - 勝鹿北星原作・長崎尚志脚本・浦沢直樹作画。主人公がSASに所属歴があり、名誉除隊後本紛争に予備役として招集の上で活躍したと思しき記述がある。また作中第7巻「デビッド・ボビッドの森」・「デビッド・ボビッドの帰還」でフォークランド紛争を取り上げたエピソードが存在する。
- Cat Shit One - 小林源文作。『Cat Shit One '80』Vol.2はフォークランド紛争を題材にしており、開戦から終結に至るまで描写されている。なお、アルゼンチン人はウシで表現されている。

ウォーゲーム
- コマンドマガジン 第105号『フォークランド・ショウダウン』 - 元は海外のウォーゲーム雑誌に掲載されたウォーゲーム。日本語ライセンス化にあたり、ハリアーユニット等の追加・シュペールエタンダールによるエグゾセ攻撃などの追加ルールをまとめた日本版ヴァリアントを掲載している。

- フォークランド上陸作戦 - ポニーキャニオンより発売

当時主流の8ビットパソコン(PC-88,MZ-2000,FM-7など)にて発表されたウォーシミュレーションゲーム。